# 小金牧

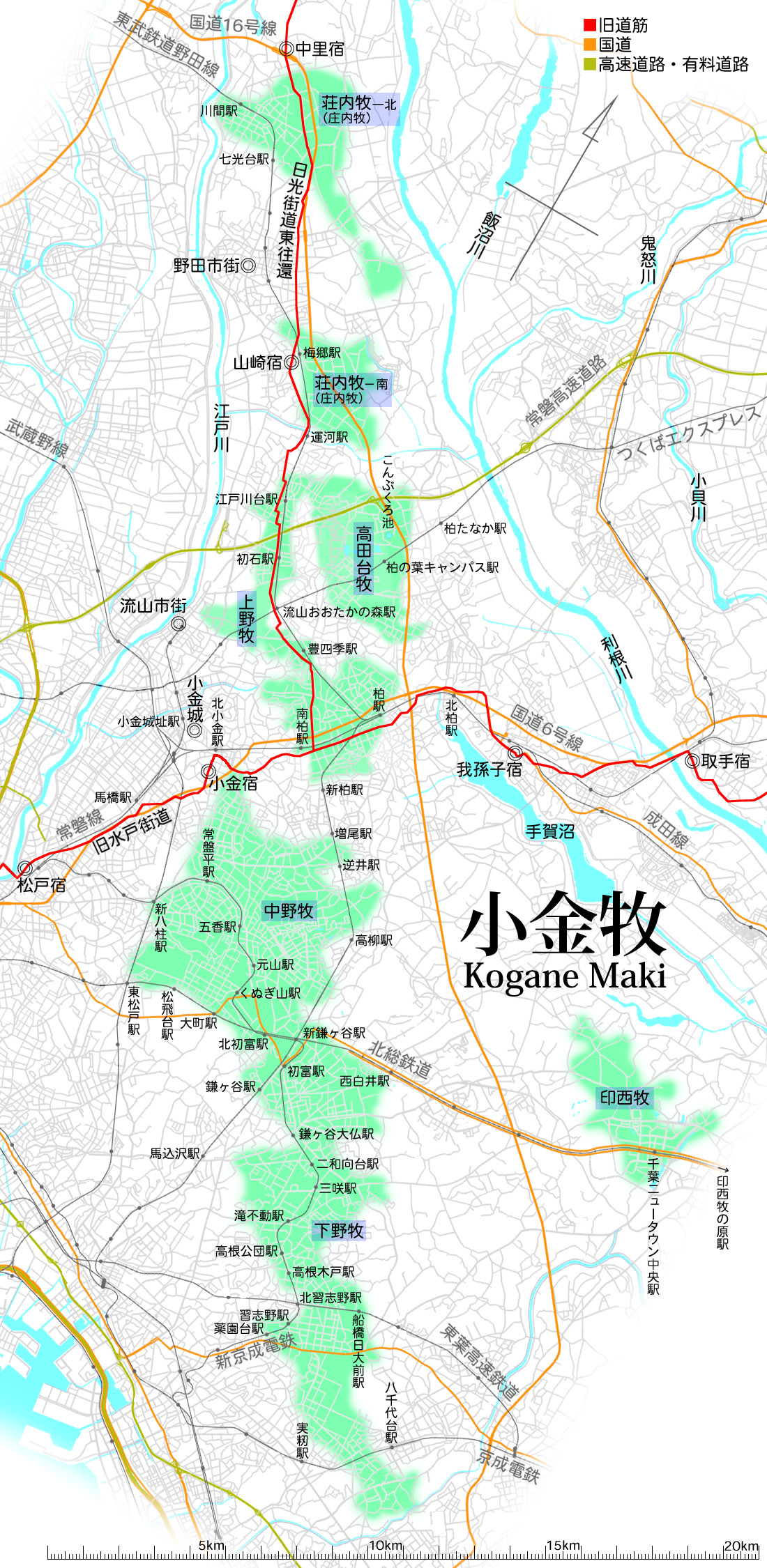
小金牧の全体地図。現代地図上に松戸市が作成した小金牧区域図をマッピングしたもの。

小金牧（こがねまき）は、江戸幕府が現在の千葉県北西部の台地上に軍馬育成のため設置した放牧場である。

## 概要
享保以降は、5つの「牧」による構成となり、小金五牧の通称もあった。江戸時代以前からの牧を継続する形で慶長年間に設置され1869（明治2）年まで存続した。年号は原則として、多くの資料と統一するため、この形式で示す。
今の千葉県には幕府の牧として、共に下総牧と呼ばれることもあった佐倉牧があり、県南部には遅れて嶺岡牧が設置された。
牧にいる馬は、自然繁殖の半ば野生の馬で「野馬」と呼ばれた。野馬を捕込（とっこめ）に追い込み捕獲する「野馬捕」は牧における年中行事である。捕らえられた馬のうち、良馬として選抜された馬が江戸の厩へ送られ、残された馬は、せりにかけられ、百姓に払い下げられた。

## 沿革
古くから千葉県北部は軍馬育成の地として知られ、『延喜式』にも牧の記述がある。諸国牧参照。鹿島神宮・香取神宮との歴史的地理的関係ともあわせ、起源は「蝦夷」征伐時の前線への軍馬の供給にさかのぼると推定される。宮負定雄は1845（弘化2）年『下總名勝圖繪』翌年の『吾嬬免具理 下総國の部』で脇高神社（香取市側高神社）の神が東北地方で捕えた千頭の馬を神社周辺の現香取市牧野で放したとの伝承を記している。『和名抄』に葛飾郡厩戸の地名があり、相馬御厨・夏見御厨があった地域、平将門との関係も深い地域である。
697〜707年在位の文武天皇の時代が、当地域での馬の飼育の始まりという伝承が、1923（大正12）年『千葉縣東葛飾郡誌』（以下、東葛飾郡誌、他の郡誌も同様）、1894（明治27）年『下総御料牧場沿革誌』、上野山清貢『文壇人の観たる房総』収録の『三里塚風景』等にあるが、続日本紀文武紀の「諸国に令し牧地を定め牛馬を放ち」との記述が基と考えられる。
『平家物語』・宇治川の先陣争いの池月も同地域産で国道6号と国道16号が交差する柏市「呼塚」は同馬を呼んだ塚に因む、同馬が松戸市高塚（現高塚新田）に葬られたとの伝説があるが、同様の話は他県にもある。当地域は千葉相馬氏発祥の地で、相馬野馬追で知られる福島県相馬地方にも小金牧と共通する後述する野馬土手等の遺構がある。平将門・千葉氏・高城氏・相馬氏の相互関係、当地域との関連、当地域の松戸・馬橋・幕張（馬加）の語源は当該項目参照。

### 制定と牧士頭の任命
牧を管理した現地役人は牧士（もくし）と呼ばれ、苗字帯刀等武士の格式を持ち、鞍を置いての乗馬、野犬等から馬を守るための鉄砲の所持携行も認められた。牧士は文武天皇の代に設けられた職制・身分で、呉音訓であることも古い起源を裏付ける。当地域での任命は北条氏政の弘治期、あるいは天正期とされ、下総牧の原型の成立も同時期であると考えられる。
半野生の馬、野馬のいる牧の引継のため、特定は難しいが、江戸幕府の小金牧としての成立を慶長年間とする点は各資料に共通する。
1609（慶長9）年が牧の成立を最も古いとする説であり、『東葛飾郡誌』収録の貴族院議員三橋彌による明治39年1月1日千葉毎日新聞掲載の解説にある。陽成天皇の時代としている。
1614（慶長19）年を牧の制定とする資料が最も多い。1858（安政5）年『成田名所図会』1903年『成田山名所図会』また、前掲『下総御料牧場沿革誌』等、幕府による牧士頭の任命を慶長19年とする。『日本伝説叢書』では、天正年間徳川氏開府から始まったが、制度が明らかになったのは慶長19年とし、享保年間に野付村が定まり、寛政年間改正があったとしている。後述する綿貫氏に伝来した文書に慶長19年「小金之領野馬売付之帳」があり、慶長19年時点で馬の献上と払下げが行われていたことが裏付けられる。綿貫氏の由緒書によると慶長16年に野馬の調教を命じられた後、慶長17年と慶長19年に野馬捕を行ったとしているが、由緒書の内容には疑わしい点もある。『酒々井町史』では、慶長19年に牧士が徳川幕府によって正式に任命され、同時期に小金牧と佐倉牧が分かれたと推定している。享保期まで、牧士頭は小金牧と佐倉牧を管轄した。
初期は主に千葉氏・高城氏の旧臣、後には地元の名主等が牧士頭・牧士に任命された。
世襲の牧士頭、享保年間以降の野馬奉行も小金の綿貫家が任命された。名は初代が重右衛門でその後は夏右衛門とした場合が多い。綿貫氏は千葉氏一族で、相馬氏ともつながり、小金城主高城氏の姻戚である。詳しくは野馬奉行参照。
旧暦4月1日、江戸表で徳川家康直々に野馬奉行兼牧士支配へ任命され、袷を着るべき時季に袷がなく、綿を抜いた綿入れを着て来たため、家康の命で、氏を綿貫と改め四月朔と号したと1845年（弘化2）没の12代政直の墓碑銘にあるが、後世の創作の可能性が青木更吉によって指摘されている。1918（大正7）年『房総町村と人物』「綿貫政吉」の項に、野馬奉行任命は慶長11年、綿を抜いて登城が一日遅れ、以下同様の話があるが、該当箇所の第2節の前も第2節、野馬奉行任命から大政奉還まで13年とする等の数字関係の誤植が多く、慶長11年の誤植の可能性が否定できない。四月一日と書いて「わたぬき」と読む姓があるが、前日まで綿入れを着用していたにせよ、すでに綿を抜いた袷を着用していたにせよ、重右衛門の登城が1日遅れる必要はなく、後世の創作とする説と矛盾しない。
野馬奉行は房総の三牧を支配した。野馬奉行綿貫氏邸に、14代将軍の乗鞍・水戸家所賜太刀・赤穂義士岡島某所帯短刀があり『房総町村と人物』では将軍の鞍は3組としている。野馬奉行の屋敷については後述する。
1619（元和5）年には小金牧の牧士が存在したが、苗字帯刀御免の特権も当初はなかったことが大谷貞夫によって示されている。
延宝期（1673-1681）には下総台地の各地で検地が実施され、小金牧でも牧の規模縮小と引き換えに牧を取り囲む多くの新田が成立した。新田と牧の境界に野馬除施設が設置され、牧から土地が分離された。
牧に接した一帯は徳川将軍家、水戸家の鷹狩の場であった。時期によって変遷はあるが、ほぼ、中野牧から西が将軍家、上野牧と中野牧の間が水戸家の鷹場であった。
1633（寛永10）年2月13日または1646（正保2）年、牧に隣接して水戸家の鷹場が置かれ、水戸侯の捕馬見物の記録もある。『水戸光圀卿生誕三百年記念講演』には、寛永10年2月、光圀6歳の時、父頼房に猟地を下総小金原に賜はるとある。少なくとも、光圀が1642（寛永19）年8月7日〜13日、頼房が1645（正保元）年11月2日〜15日まで「小金の狩場」で狩を行った。綱吉の時代に中断、1717（享保2）年7月5日再び水戸家の鷹場が置かれた。水戸家との関係は上野牧の節参照。

### 牧の改革
享保期は牧の支配体制にとっての一度目の転機である。
初期には、7牧が存在したが、享保の改革に伴い、代官小宮山杢之進により、統廃合が行われ、野田の庄内牧は廃止、鎌ヶ谷の一（壱）本椚牧は中野牧に統合され、現・柏から船橋・白井にかけ、北から、高田台牧、上野牧・中野牧・下野牧、やや東の印西牧の五牧となった。『日本伝説叢書』は、上野・中野・下野を小金と称え、別に印西牧があった、とし、高田台牧がないため、高田台牧は享保期以降、上野牧から分かれたことが示唆される。上野・中野・下野の名称と、『郷土の史蹟：新風土記』に、上中下（カミナカシモ）の三牧とあることも矛盾しない。中野牧に示す享保期の資料に一本椚牧があり、一本椚牧そのものか、少なくとも地名の残存を示す。牧の範囲は享保以前は広範囲に及ぶやや曖昧なもので、場所の変遷もある。
中野・下野牧は綿貫氏の支配を離れ、小宮山の支配下に入り、現松戸市陣屋前に設置された金ヶ作陣屋の管轄となった。小宮山は配下の不正の責任を負って1732（享保17）年に牧支配の任を解かれ、金ヶ作陣屋も廃止を命じられたものの、陣屋は後任の代官に引き継がれて利用された。小金牧の他の牧と、佐倉牧の佐倉藩預以外の牧を綿貫氏（野馬奉行）が管轄し、小金御厨とも称した小金宿の奉行宅で事務を扱った。
小宮山は牧内の新田開発・検地を行った。これら新田は林畑だったが、このときの林畑開発は、のちに当該地域が江戸・東京へ向けた薪炭供給地となっていく契機として評価されている。
『徳川実紀』に、吉宗が「蘭舶に託しペルシャの馬をめしよせられ」、農商務省農務局『輸入種牛馬系統取調書』（以下、取調書）に吉宗が享保年間、洋種馬28頭を購入、房総の緒牧と産馬の地に配布した記述がある。上野牧の節に、この時の馬に関すると見られる伝承を記す。
1719（享保4）年6月11日「陸奥の國白川の地より牝馬二十疋をめさる。これやがて下總國小金の牧をひらかるるためとぞ」と徳川実紀にある。
1722（享保7）年8月9日「代官小宮山埜之進昌世に命ぜられしは佐倉小金等の牧地新田林などのこと聞えあげしことく心にまかせ慮置すべし 野牧の道途修理なども牧士の長綿貫夏右衛門に指揮してはからふべしとなり」と『徳川実紀』にある。まだ、野馬奉行とは記されていない。『東葛飾郡誌』収録の三橋彌の記事によれば、牧を南北に分け、南の中野・下野は江戸から出張する代官が執務し、上野・高田・印西を牧士頭預りとした。同時に牧士頭の名目を廃し野馬奉行と改めたとある(ただし実際の野馬奉行の任命の時期は1731（享保16）年と考えられている。野馬奉行も参照)。牧士も南北の2部に分け、各部に目附牧士2名を置くに至った。牧士8人の内、目附牧士2人、勢子頭2人、勢子頭は目附牧士に次ぎ、給金は目附牧士8両他は5両とある。以前は馬が支給された。牧士の下に、牧士見習、捕手、馬医、名主等が当てられた村役人、勢子人足がいた。
1724（享保9）年8月、馬が野になじまない時の陣屋での飼育とその後の野馬としての放牧の記述がある。
1725（享保10）年3月、吉宗が第1回の鹿狩を行った。以降の鹿狩の詳細については小金原御鹿狩および中野牧の節参照。
1725（享保11）年3月、吉宗が第2回の鹿狩を行った。
1726（享保11）年11月「綿貫夏右衛門預かれる牧馬の地」での防堤（野馬土手）の構築と維持、馬が死んだ場合等の村から牧士への届出について令した記録があり、牧についても改革が進められたことを示す。水田のない畑作新田も含め新田開発も行われ、牧に新田が近接する結果となり、新たに野馬土手が築かれた。牧内でも開発が行われ、新田と入り組んだ所も多い。この時築かれた物を新土手、新堀、新木戸等と呼ぶ。谷津へ舌状に突き出した台地の先を、土手を築いて仕切り、先を新田とした所が多く見られる。
1726（享保11）年の鹿狩の後、将軍の馬が牧に放たれたこと、後に馬の体から胆石が出たこと、胆石を明治天皇が見たことを白井市が紹介している。
1729（享保14）年の頃、伊豆大島から来た4人の男を松下伊賀守が小金の牧に連れて行き馬を捕獲させたとの話が『古事類苑』『南部馬史』にある。

寛政期は牧支配の第二の転機である。

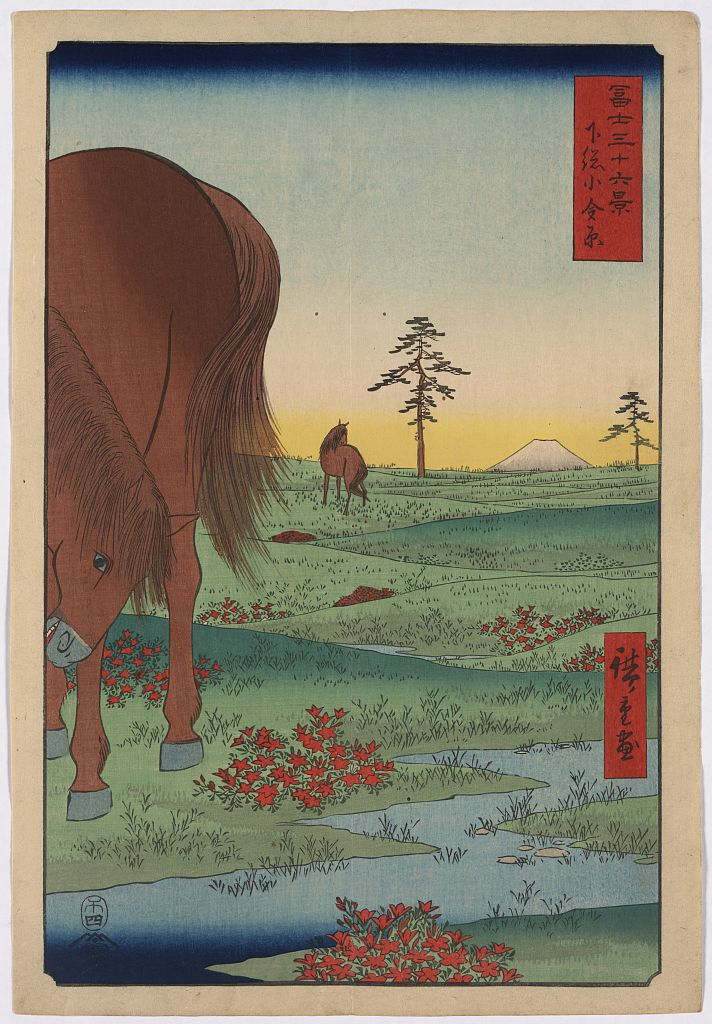
歌川広重『富士三十六景 下総小金原』（1858年・安政5年）

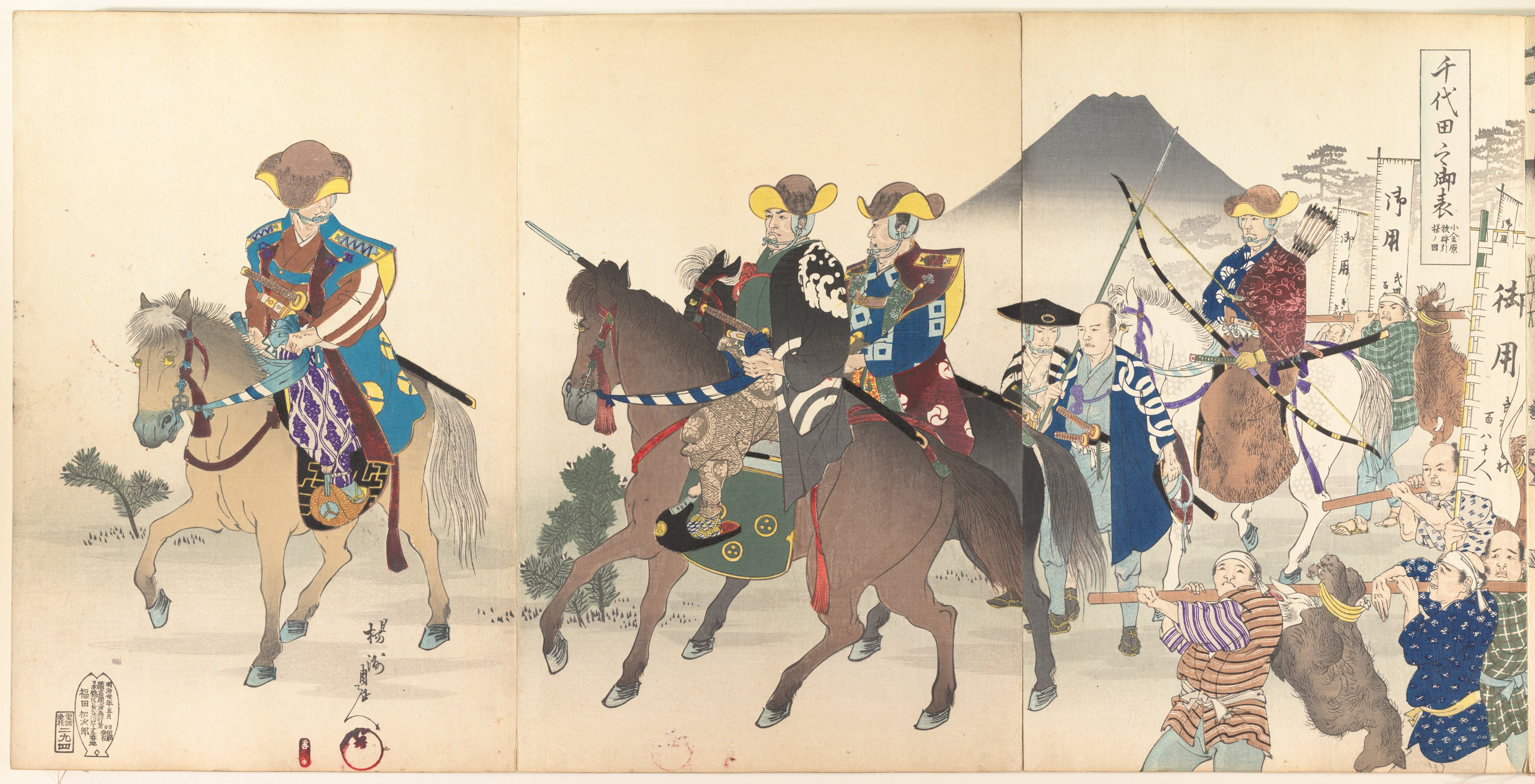
豊原周延『小金原牧狩引揚ノ図』（1897年・明治30年）

1794（寛政5）年、牧は小納戸頭取岩本正倫（石見守）の支配となる。享保期以来代官の管轄であった中野・下野牧は、岩本の支配下となり、金ヶ作陣屋は小納戸配下である雉子橋の野馬方役所の出先機関として引き継がれた。関東郡代の布佐陣屋が成立するまで、幕府直営牧の支配は代々の小納戸頭取に引き継がれた。綿貫預かりの小金三牧と佐倉四牧、佐倉藩預かりの佐倉四牧の支配はそのままだが、入用については岩本が一括管理した。岩本は牧経営の経費削減や、牧内の植林と樹木の売却など、経済的改正を行った。寛政期の牧改革では、幕府自ら御林の薪炭林化に着手したことに特徴がある。
享保から命名まで間があり、後述の『下総国旧事考』（以下、旧事考）等で名称の混乱が見られる。
同年2月19日、御納戸頭取岩本石見守殿掛りにて御改、上野、中野、下野、高田、臺、中澤、印西、白子、鎌ヶ井、流水、日暮、金ヶ澤、千飼、藤ヶ谷、小山、柴崎、馬柳、柏井、岩井、長澤、栗山、中根、と前掲『南部馬史』にある。
順に、上野〜下野は牧の名称である。高田台は牧の名称、鎌ヶ谷市中沢は中野牧捕込に隣接、印西は牧の名称である。白子は中野牧捕込、鎌ヶ谷は下野牧捕込の所在地、流水は不明である。松戸市日暮に御囲、北に隣接した金ヶ作に陣屋があった。流山市千ヶ井に隣接し上野牧の捕込の大込があった。中野牧〆切御囲の東に藤ヶ谷があるが、中野牧とは大津川で隔てられている。小山は不明である。柏市柴崎の西に高田台牧の捕込があった。中野牧の東の区画に接し、高柳はあるが、馬柳は不明である。千葉市柏井の西に下野牧の区画があった。岩井は不明である。上野牧の北の区画に接し流山市深井長沢がある。栗山は不明である。印西牧の西に、白井市中と根がある。
1795（寛政7）年、家斉が鹿狩を行った。
馬は牧別に焼印が定められ管理された。焼印は綿貫家文書と、『旧事考』でそれぞれ、
高田台牧が琴柱、上野牧が笠、中野牧が千鳥、中野御囲が木瓜、下野牧と神保入御囲が輪違、印西牧が瓢箪、
大青田牧が千斤、上野牧が笠、中野牧が飛鳥、（中野御囲なし）、下野牧（神保入なし）が重環、印西牧が瓢とある。
琴柱と千斤、千鳥と飛鳥、輪違と重環はほぼ同じ図案である。『旧事考』に、上野・中野・中野御囲・下野・印西で五牧とするとある。
牧は庶民にも知られ絵画や紀行文に記録が残る。歌川広重の『冨士三十六景・下総小金原』は山梨県立美術館では松戸の風景としており、記述が正しいなら中野牧が相当する。歌川国芳の川柳絵『小金原チヨロチヨロとむる馬ツころ』は中野牧の可能性が比較的高い。松尾芭蕉による記録、渡辺崋山の絵画については中野牧、小林一茶の句については高田台牧に記す。
天正期まで小金は「金」と記すことが多く金原亭馬生の名の元にもなった。
馬の捕獲は庶民の娯楽となり、見物人目当ての茶店、そば屋・飴屋・団子屋・甘酒屋等が出るほど賑った。
古くは、小野忠明（典膳）と善鬼の、小金原の決闘があったとの話もあるが、場所が違うとする話もある。
1802（享和2）年の捕馬に該当する記述が、『近世四大家文鈔』の佐藤一斉『題小金原捉馬図巻』にある。文中の壬戌がこの時の捕馬であることを示す。
1836（天保6）年『小金江御馬野放』の文書が残る。
1848（弘化5）年『下総国旧事考』が出版された。
1849（嘉永2）年家慶が鹿狩を行った。
1868（慶応4）年大政奉還、明治と改元されたが、『東京官員録』「野馬方」の「野馬頭」に綿貫夏右ヱ門の名があり、夏右ヱ門の襲名と、引続き牧の運営管理がされていたことが判る。

### 廃止と開墾
1868（慶応4）年、新政府によって牧の開墾の方針が示された。小金牧の牧士たちは小金・佐倉牧の全廃に反対する嘆願書を提出している。
1869（明治2）年、牧は廃止、『東京府戸籍改正ニ付無産ノ徒武州小金原ヘ移シ開墾ニ使役附下総国三牧其他不毛地開墾東京府掌管』とし、東京府管轄で開墾が開始された。
同年の『房総牧々野馬払下代金上納方達』は牧廃止後の野馬の残留と払下げを示す。
表向き、開墾後の土地は入植者に与えるとされた一方、現地で開墾を取り仕切った三井組等の開墾会社とその出資者には、出資額に応じた土地を与えるとされていた。
開墾・入植にあたり、会社は『東京授産場』を設け、授産場を、築地合引橋、同備前橋（岡山藩上地）等の入植準備を行ったと『小金原開墾之不始末』にある。後述する豊四季の稲荷神社内『開拓百周年記念碑』には、入植者が旧備前邸等で予め訓練を受けたとある。『東京府へ掛合築地元備前邸地所御引渡方の件』で、築地本願寺北の旧備前藩屋敷であることと1972（明治5）年には、不要になっていたことが確認できる。『東京都公文書館蔵書目録（明治期）』では、築地出張所開墾局とある。
『小金原開墾之不始末』には、住民の弾圧に警官も直接関わっていたこと、三井の社員が入植者に勝手にノルマを課し、達成できないと懲罰房に入れた事等、入植者からの搾取、土地の奪取に無法の限りを尽くしたことの記述がある。田中久右衛門『維新以来三井家奉公履歴』に三井の開墾事業の総頭取拝命、明治政府に対する資金提供等は功績として記されている。
1871（明治4）年1月、牧士は開墾局の所属となり、翌年5月に廃止された。1875（明治8）年『千葉県下牧々野馬除ケ土手堀同県ヘ引渡届』が、野馬の収容の完了を示唆する。
1872（明治5）年、開墾会社の解散時には、多くの非出資入植者には耕作権だけが与えられ、ごく少数の大地主、少数の地主、多数の小作農が生じた。
非開墾地、特に野馬土手とその隣接地は自動的に公有地となり、軍用地、後に小学校等公共施設の用地の一部となった所、日露戦争戦費調達のために払下げられた所、三井が取得所有した土地も多い。発掘調査報告書で地先等と記され地番のない所は公有地であることを示す。東京の窮民だけでは開墾が進まず、入植した近隣の農民・自費による耕作地への通い農民も加えられた。近隣の農民は東京の窮民と違い、旧牧内の薪炭林等への権利があったはずであるが、旧牧内の耕作地や薪拾いについても、争議に発展した例がある。
開墾地には、ほぼ集落ごとに神社が建立された。通常、神社は南向きのため、野馬土手の南の集落では、野馬土手のすぐ南に神社が建てられたことが多く、敷地の北縁が野馬土手となった神社もいくつかある。野馬土手が失われた後も多くの神社が残る。
他からの士族・江戸の職人等失職者の入植により、旧牧内外のわずかな方言の違いが1970年頃までは存在した。正岡子規が記した東京との方言の違いは上野牧の項に記す。
1877（明治10）年と翌年、東京大学のモンタギュー・フェントンが蝶の採集に訪れ、政府に雇われた外国人の小金牧への旅行には許可を要したことを示す。
1887（明治20）年『京都府平民三井高福ニ金盃ヲ下賜シ千葉県平民西村郡司外一名ヘ藍授褒章授与ノ件』との文書もある。外一名とは元佐賀藩士深川亮蔵で、佐賀藩の関係者が利権を得ていたことを示す。
1894（明治27）と翌年、開墾会社に対する争議・法廷闘争は続き、岩瀬謙超『小金佐倉十牧開墾授産地回復請願書』、前掲『小金原開墾之不始末』が出版され、田中正造も1896（明治29）年に国会で取り上げた。人力での開墾に適した土地の多くはすでに新田となっていたため、開墾は困難で、開墾会社の搾取もあり、ほとんどの耕作地は戦後まで入植者（の子孫）の所有にはならなかった。
地理的人的条件等、間接的な理由によるが、明治以降も牧場・競馬場等、馬に関わるいくつかの施設が置かれた。中野牧のように酪農が行われた所もあり、今も牧場がいくつか残る。
一帯は、常に馬が草を食べ、薪炭林等として利用されてきたため、1970年には「極相林を見る事は希（沼田真） 」であったが、現存する土手には、ケヤキ・クヌギ・コナラ等を優占種とする二次林としての雑木林・斜面林がある所も多く、かつて里山の一部であった。森林が残る所では、騒音緩和や「緑の回廊」としての効果もあるが、保存の措置が取られている所は少ない。

## 地名
本来、小金宿近くの原を小金原と称したが、小金牧の設置により牧全体を小金原と呼ぶこともあり、かつて、大和田原と呼ばれた現習志野付近も含め、明治期に共に開墾されたため、佐倉牧まで小金原と呼ぶこともあった。由来と逆に、小金宿に作られた駅は小金原の北のため北小金駅となった。現在の松戸市小金原は旧高木・栗ヶ沢・根木内の村々に当り小金牧の一部の中野牧の近傍の土地の一部である。
江戸時代まで、ほぼ日本全国で馬が飼育され、馬場等、他地域にもあるが、特に該当地域には、馬・駒・木戸・土手・堀等、牧に因む地名が多く残る。
「込」は『牛込区史』によると、『南向茶話』に、「駒込、馬込ともに、何れも牧之名にて、込は和字にて集る意なり」とある。『印旛郡誌』には、堀込に馬捨場がある例が複数示されている。堀込は、牧の外、木戸近くに多く、牧から離れた所には少ないこと、必ずしも堀のような地形を伴っていないことと矛盾しない。捕込については後述する。
「木戸」は城郭等に因む可能性もある。
『松戸市史』等に、松戸市金ヶ作の作は土手も含めた柵の意とある。後掲の安田初雄（安田1958）は柵を作とした御触書を示している。
千葉県教育委員会による該当地域の文化財埋蔵地の約50の「作」は、ほぼ牧がなかった流山市・市川市に無く、我孫子市の7箇所以外、牧の縁に相当する地にある。文化財埋蔵地以外では、享保以前、下野牧の西縁に隣接していた市川市柏井に瓜作がある。印旛沼に注ぐ師戸川では源流部以外、牧側の西側に「作」が多く、東側にない。さらに西に印西市吉田に木戸口・馬々台・馬見台の字がある。
県南部では宮谷（ミヤザク）・大豆谷（マメザク）等、谷と書くザクの例はあるが、北部では確認できず、「作」は台地の縁を指す可能性がある程度で谷の意の可能性は低い。「作」は台地上に多く、谷を伴わない「作」もある。一つの谷の周囲に複数の「作」があることも谷の意としては不自然である。我孫子市では柴崎字山王作に隣接して字小木戸、布佐字北大作近くに字粟牧・字一里塚・旧字木戸、牧から離れた旧沼南町、柏市片山字北ノ作、字久保作の東には手賀字木戸脇台があり、より古い牧か、他地域にもある宿場・郡衙の「柵」に合致する。
水田に適した谷津の「作」は我孫子市・印西市の発作がある程度、享保期に牧が廃された野田市に「作」が少ないため、耕作に因む可能性も低い。「作」は宿場・城郭等の場合も含めて柵の意として矛盾はない。特に、金ヶ作付近には柵から転じた作のつく地名が多い。馬柵はマセともよみ、松戸市突柵（クグリマセ）に一致する。佐倉牧の矢作牧はヤハギ牧である。

### 開墾地名
佐倉牧と合わせ、明治の開墾入植計画の順に従った地名がつけられた。『東葛飾郡誌』では、入植開始時期を、初富が1869年10月、二和三咲が同年11・12月、五香六実は1870年1月、他は不明とする一方、上野牧の節に記す豊四季四号稲荷の開拓記念碑には豊四季の入植開始が1869年10月とあり、二和・三咲より豊四季の入植が先であった。流山市立博物館友の会会誌『におどり』ではさらに詳細な分析を行っている。地名は入植順ではなく、入植計画順である。小金原開墾と公文書にあり、一括した事業のため佐倉牧とともに地名を示す。小金牧にない牧の名称は佐倉牧のものである。
1. 初富（はつとみ、中野牧・鎌ケ谷）：統合された一本椚牧にほぼ相当する。
2. 二和（ふたわ、下野牧・船橋）
3. 三咲（みさき、下野牧・船橋)
4. 豊四季（とよしき、上野牧・柏）
5. 五香（ごこう、中野牧・松戸）
6. 六実（むつみ、中野牧・松戸）
7. 七栄（ななえ、内野牧・富里）
8. 八街（やちまた、柳沢牧・八街）
9. 九美上（くみあげ、油田牧・香取）
10. 十倉（とくら、高野牧・富里）
11. 十余一（とよいち、印西牧・白井）：トヨヒトとある資料[46]がある一方、迅速測図には十余市とある。
12. 十余二（とよふた、高田台牧・柏）
13. 十余三（とよみ、矢作牧・成田および多古）当初はトヨミツ[46]。

小金牧全域が明治期の開墾地ではなく、習志野等、牧跡に当るが地名の異なる所、後に住所表記が変更になった所もある。
一部では東京新田の俗称もあったとされるが、範囲等は不明である。

## 牧の構造 野馬土手

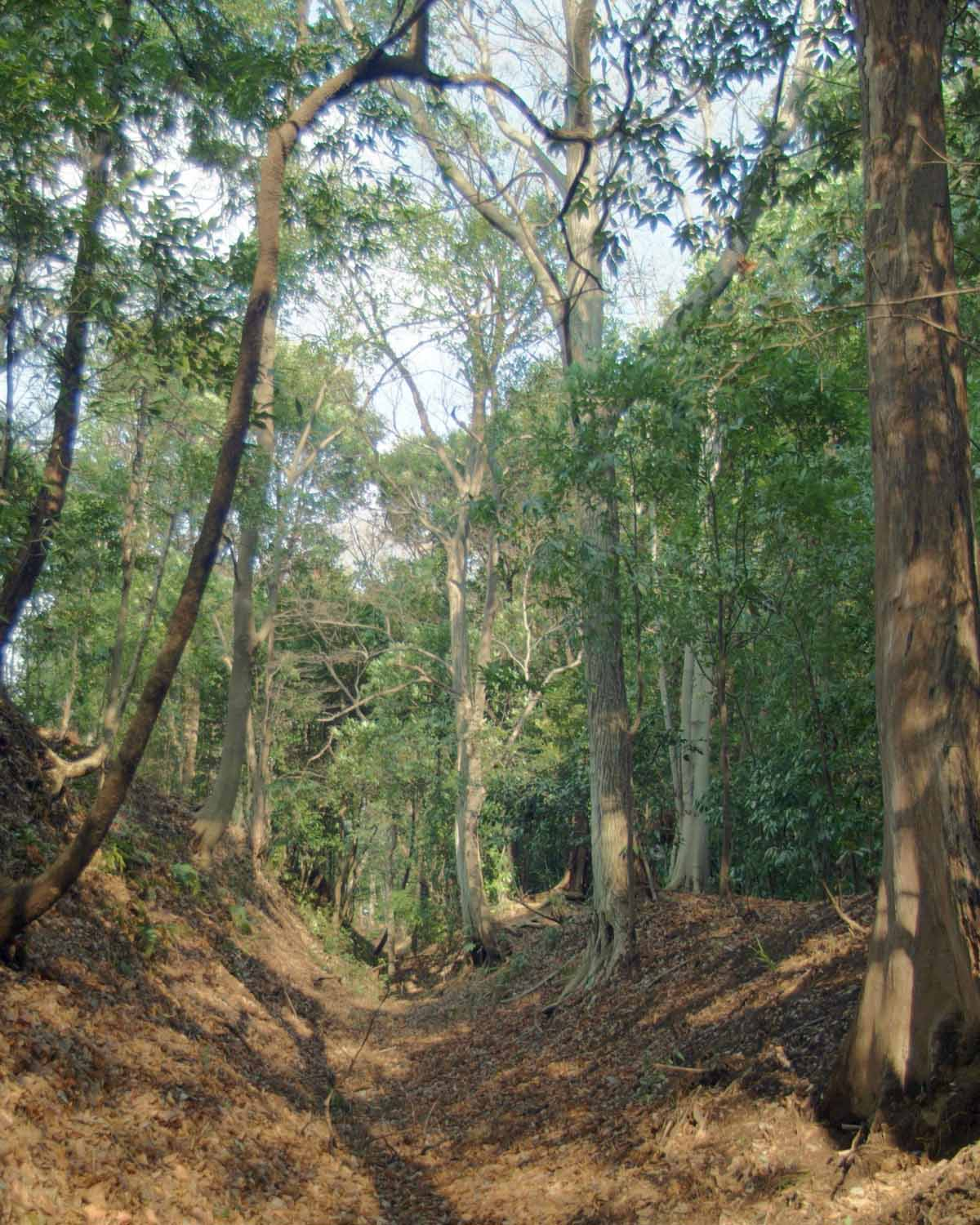
南柏駅北方・流山市と柏市の市境にある上野牧の野馬堀。「17号豊四季第一緑地」の一部として保存されている。
野馬堀は、堀の両側を土手が囲むという構造になっている。写真右側が上野牧内側で、土手は低くなだらかである。写真左側が上野牧外側で、土手は高く急峻になっている。

小金牧を構成した牧は、時期によっても異なるが、それぞれ10〜100平方キロメートルの面積をもち、牧の内外には野馬土手と呼ぶ土手が築かれた。場所により、馬土手、ぬま土手等とも呼ぶ。野馬土手には、構築目的と形状から、野馬除土手、勢子土手、囲土手等の種類があった。土手の名称等は『柏市史』『東葛飾郡誌』『旧事考』による。
野馬除土手は馬が逃げ田畑を荒らし集落への侵入を防ぐための、牧の周囲と集落の周辺の土手で、通常、二重のため、間は堀状で、野馬堀とも呼ばれた。土手が低く特に堀が目立つ場合は単に野馬堀ということが多い。印西牧および佐倉牧全体で、堀と称したことが多い。土手は堀の土と周囲から集めた土を用い、通常、牧内側の土手「小土手」は馬の怪我を防ぐために低くなだらかで馬の勢いを殺ぎ、牧外側の土手「大土手」は馬の逃走を防ぐために高く急斜面である。傾斜と高さの違いにより、馬が堀に入っても牧内側に戻る。場所により三、四重の土手もあった。牧は主に台地上にあったため、谷津との境では、台地の縁近くに堀を掘り、堀が目立つ所もあったが、堀を作れば、土が出るので、普通、あわせて土手も築かれた。谷津との境の土手は台地の縁、斜面の上に築かれたことが多いが、斜面の途中や下に築かれた土手もある。土手そのものが低く、木や竹の柵が併設された所もある。『東葛飾郡誌』によると、周囲の土手は75967間1尺、約140キロメートルであった。かつての四十里野の名称による160キロメートルとの説も大きな間違いではない。四十里野の名については、那須まで40里続く、房総中央に40里続く等様々な伝承がある。初期には集落を牧から分けるように作られた古土手が、享保以降の新田開発と牧の縮小の結果、新田と本村との境界の明示、縮小された牧から逃げた馬の集落への侵入防止に役立ったため、牧の外側に残された場合も多く、今も残る土手もある。
勢子土手は牧の中にあるため、中土手ともいい、牧内の馬の集約捕獲時の誘導路と牧を仕切る区画を形作った。その性格上、分岐や食い違い構造をもつ、やや複雑な形状の土手も多い。馬を集める際の労力軽減、効率化のため、牧は勢子土手によって区画に仕切られ、捕獲時には、一区画の馬を集めて次の区画へ移し、あわせた馬をさらに次の区画へ移すことを繰り返し、最終的に牧の馬をすべて集めた。牧を仕切るため仕切土手と呼ばれた土手もある。野馬除土手、勢子土手ともに水飲み場への馬の誘導を兼ねた土手もある。
囲土手（かこいどてcorral）は牧の一部を囲む土手で、野馬除土手とともに、牧の一部を区切っていた。囲土手には、勢子土手の一種といえるが、次に記す捕込に接し、馬を集め捕馬を効率的に行うための土手があり、内部を大込等と呼んだ。幕府騎乗用等の良馬を集め飼育する御囲（おかこい）を構成する囲土手もあり、中野牧・下野牧には各2箇所、御囲があった。
野馬土手は、20世紀末の時点で、かつての一割程度が残るといわれるが、他の構築物との誤認や途中の変遷もあり、正確な位置が不明の場合もある。
捕込（とっこめ・とりこめ）は、取込・鳥込の表記もある牧内で集めた馬を最後に捕まえる土手で囲まれた区画である。『古事類苑』収録の『甲斐叢記二』には、「とりこめ」とふりがなのある馬城が牧の別名とされた旨の記述がある。捕込は馬の捕獲、捕獲後の水の補給、移動が楽な、各牧の端で街道と谷津頭の近く、中野牧以外では、江戸側にあった。捕込は約200 メートル四方、中は通常3区画からなるほぼ四角形の土手、3区画とは捕えた馬を入れる狭義の捕込、使用する馬を入れる留込または分込、再放牧する馬を入れる払込である。捕込も囲土手の一種といえるが、ここでは区別する。一部の軍馬に適した馬以外は農耕馬等として払下げられ、牧内の草銭場での薪拾い代等と共に幕府の収入となった。
土手には幕府の命で築かれた御普請土手と住民が自主的に築いた自普請土手があり、後者には公文書にないものもある。御普請土手を築く際には、農民に手当ての米が支給されたが、その後の維持管理の責任も負わされた。勢子土手はすべて御普請土手である。初期には各牧の境界は明確でなく、馬の侵入防止に集落近くに築かれた短い土手も多い。神社や屋敷の土塁が野馬除土手を兼ねていた場合には、野馬土手と認めるかどうかで意見が分かれる。特に害獣避けとして築かれた猪垣について、混同への注意喚起もなされている。下総は『続日本紀文武紀』に大風が吹き農民の家が壊れたとあり、上野牧跡の南柏駅初代駅舎には風除けがかつてあり、今も庄内牧跡の間の野田市街に突風注意の看板があるほど風が強く、明治以降も畑の風除けに役だった野馬土手がある一方、風除けや塀もかねた土塁もある。
谷津は牧に適さず、水田に適したため、牧と谷津の「隙間」に農村集落が形成され、馬の追込・鷹狩・鹿狩の勢子・人足の供出、土手の補修を行い、野付村と呼ばれた。鹿狩への動員時には村名と人数等を記した幟を掲げた。集落付近には牧の馬と多くはその子孫に当る馬の供養のための馬頭観音の石碑が今でも各所に見られる。明治期の馬頭観音も牧跡の外に多い。
牧内には道も通っていたため、馬の脱出を防ぐため、出入口部分の土手の切れ目・道の乗越え部分には木戸が設けられた。街道の場合は木戸番がおり、原則として日中のみ通行でき、関所でもあった木戸もあったが、他地域にも設けられた木戸と違い、本来、人ではなく馬に対する木戸である。牧と牧を結ぶ道に設けられた木戸には、中木戸と呼ばれた場合があり後述する。
以下、各牧について、庄内牧を除き、原則として牧の範囲は享保以降のものを示す。一本椚牧は中野牧に含め、上野牧は初期には高田台牧と一つだったため、高田台牧より上野牧を先に記す以外、北から順に記し、印西牧を最後に記す。
佐原の清宮秀堅著、正文堂発行の『旧事考』には若干の公文書との相違が見られ、牧の異字（土偏に同、簡体字では土偏と同の下に云、東葛飾郡誌のみ土偏に回）を用いているが、古文書には字の違いはよくあり、俗称等についての記述は詳細である。
牧士については、文化財指定の墓と子孫非居住の住居を記す。残存する遺構の見学等については私有地の場合もあり、注意が必要である。
土手の位置・地名は明治13〜14年陸軍迅速測図、国土地理院の地形図と空中写真、国土交通省、千葉県教育委員会（以下、県教委）ほか、各自治体等の資料と現地調査、土手の形状は迅速測図欄外の図と現地調査、『東葛飾郡誌』による。字（あざ）については、新旧を区別しない。

## 庄内牧
庄内牧（しょうないまき）は現野田市にあった牧である。名称は庄内領だったことに因み、野田市役所では荘内牧と表記している。享保期に廃止されたため、小金「五」牧には数えない。野田付近で北総台地が低く、他の牧より農業用水を得やすかったと考えられる。
1640（寛永17）年の江戸川開削前には地続きだった埼玉県側にも、馬場等の字が残る。野田市立図書館では延喜式の長洲牧があったとする説を紹介し、また、初期に中央部が新田となり、南北に分かれ、北部が上野、南部が下野であったとしている。相馬御厨の中心に近い方が上、遠い方が下で、江戸からの距離とは逆である。『七福村誌』には、旧記によると谷津・吉春・岩名は往古小金野の野方に隷していたとある。『元禄国絵図・下総国』（以下『元禄国絵図』）にそれぞれ村として記されており、牧ではなく、野付村であったことを示す。
1665（寛文5）年、野田市立図書館蔵『寛文5年野田町絵図』（以下、野田町絵図）に後述する野馬土手がある。南部の牧の北縁に当たる土手があるが、土手の北側の中央部も南部の牧と同じ「原」と記され、まだ、牧として認識されていたか、少なくとも開墾があまり進んでいなかったことを示す。中央部には西の谷津へ舌状に突出した2箇所の台地が共に土手で仕切られ、先に畠と記されており、中央部も牧の時の状態を示している。
1673〜81（延宝元〜9）年までには、七ヶ新田、すなわち、中野・宮崎・堤根・花野・柳沢・座生・鶴島を村分けしたと野田町にあるが、これだけでは、牧以外の開墾や単なる分村の可能性も否定できない。
1693（元禄6）年頃から開墾されたとの伝承記録が『旭村誌』にある。旭村は南北の牧の間に当たり、記述は、この頃まで中央部も牧か未開墾の牧跡であったことを示す。
1696〜1702（元禄9〜15）年作成の『元禄国絵図』に、南北の牧の間に、北から柳澤・奉目・鶴嶋・花井・中根・堤根の各新田と宮崎新田村があり、牧が南北に分かれていたことを示す。
1716（享保1）年、蕃昌新田の開墾が始まり、4年後に終ったと『七福村誌』にある。
1721（享保6）年か翌々年に廃止されたため、牧としての正式な遺構はその前のものであるが、廃止後も野馬が残り、田畑を荒らしたため、野馬土手が補修・構築された。存続した他の牧への馬の収容を行った岩本石見守への謝恩碑が野田市内にある。他の牧の古土手に当たる、牧の廃止後、300年を経て、今日残る土手もある。

### 北部
北部の牧、上野の痕跡はほとんどなく、わずかに、尾崎字南谷原で野馬堀の発掘記録がある。近くに関連し得る字として、野田市中里に込角、尾崎に槙の内と小作があるが、中里宿の北西に当り、小金牧以前の可能性もある。上野の縁近くに当たる野田市谷津と吉春にそれぞれ字木戸口がある。谷津字木戸口はセブンイレブン野田谷津店付近、吉春字木戸口はバス停木戸口付近で、近接し、同一か別の木戸か不明である。セブンイレブン野田蕃昌新田店は現蕃昌字米喊（こめかみ）にあり、蕃昌は牧の一部に当たる。昌・米と捕込の意の升・込との関係は不明である。
西方、東金野井の対岸、埼玉県の西金野井に字作之内と江戸川開削から明治以降の河川改修で東側が削られた形の字馬場があるが、さらに南にある字馬場は小金牧から少し離れている。
南北の牧の中間に当たる、野田市清水の馬作・岩名作・真木ノ地は、牧関係の人物の居住等、間接的な関連か、ごく初期か小金牧以前の字である。馬作には後述の花野井家住宅が移築された。野田市役所前の掲示によると、船形字苅込も関連がある。千葉県教育委員会『房総の近世牧跡』（以下、牧跡）の掲載地図と付記は、野田市営ゴルフ場「けやきコース」第14ホールを含めゴルフ場を横断し、土手が250メートル良好に残るとする。中間が失われた日光街道沿いの土手も、すべて良好に残存とし、内容の信憑性は低いが、既存の調査報告の内容を写してまとめた構成のため、地図とずれた場所に土手が残る可能性は残る。該当場所は、『松戸市史』等、信頼できる資料によれば、北部の牧の南端に当り、残存すれば、北部の牧の唯一残存する土手である。『元禄国絵図』には、蕃昌新田・五木新田がなく、牧廃止後の開墾を示す。

### 南部

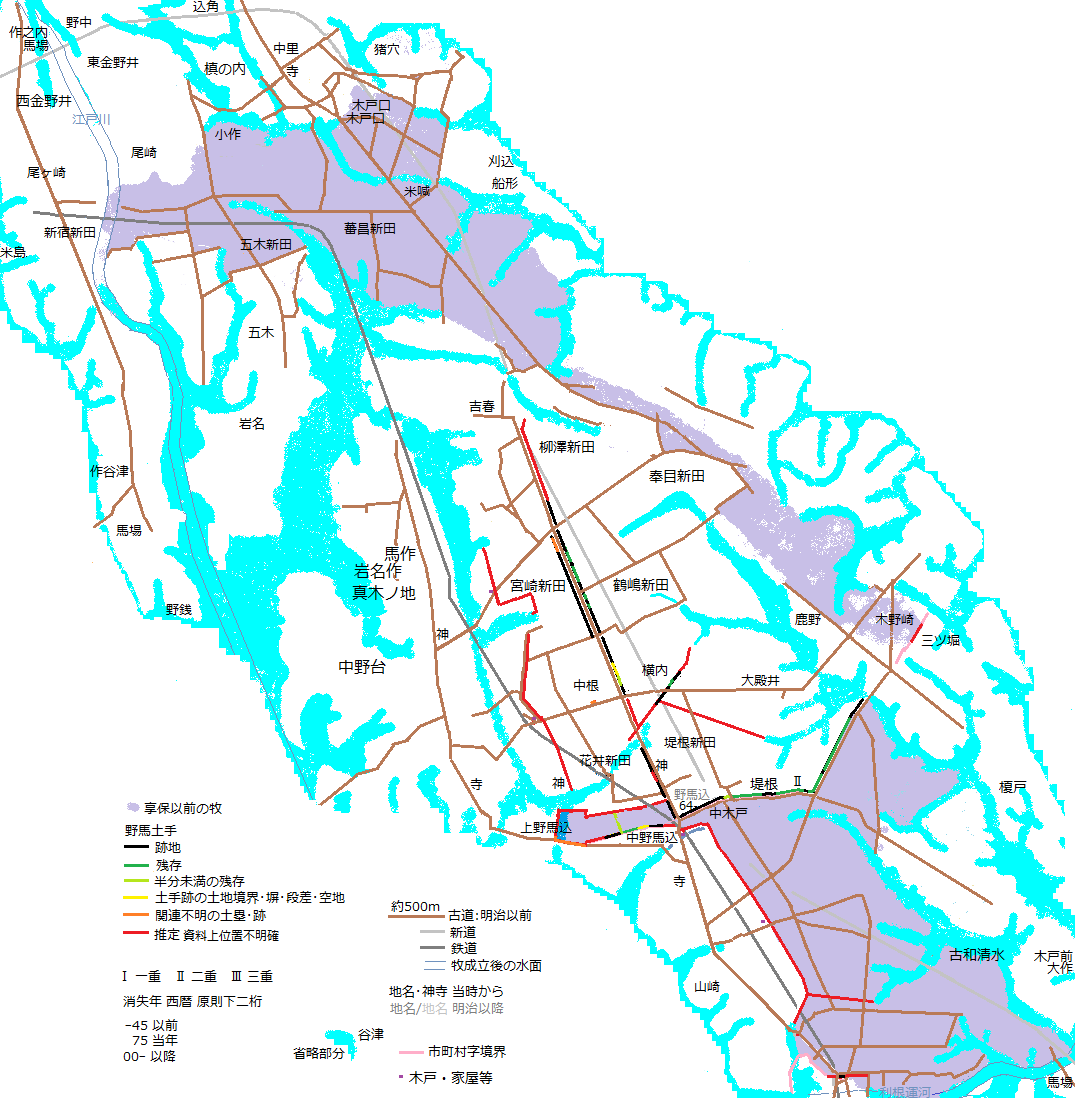
庄内牧

『野田町絵図』では、南北の牧の間、江戸時代初期に新田となった部分が描かれ、旧山崎村（日光街道山崎宿）・大殿井村・野田町の間に、「原」として示された牧がある。原には、ほとんど人家がない。野馬土手と道の交点の多くには家が描かれ、木戸の存在が示唆される。距離はあまり正確ではないが、谷津の形状は現在の地図とよく一致する。
利根運河は、それぞれ江戸川・利根川に続く谷津をつなぐ形で造られたため、運河が南部の牧のほぼ南縁である。日光街道『見取絵図』には、後に旧山崎町に吸収された亀山新田の南縁、日光街道の屈曲点に、街道両側に街道と交わる形の土手があり、牧の廃止後の土手の残存が判る。利根運河北、流山・野田市境、斜面の上に当たる。街道の形状、迅速測図から、街道東の土手の位置は、東京理科大学内の東西に走る小道の南に当るが、『見取絵図』以降も道筋の変化の可能性があり、推測の域を出ない。いずれの土手も、利根運河・東武線ができるまでに、失われたと考えられる。東の三ヶ尾に木戸前・二重堀・大作の字がある。
『野田町絵図』を基に、野馬土手について記す。土手は、東・西・南の3つに大別される。
西の土手は、南北の牧の中間部分の西、清水公園駅等、東武野田線東の谷津に、東から西へ舌状に突出した2つの台地の先端部分の宮崎新田等を牧と仕切っていた。『野田町絵図』の時期には、南北の牧の間に牧か牧跡があったことを示す。土手は中根の鹿嶋神社かその西を通っていたことになるが、牧が早期に廃止された上、市街地化が進み、痕跡はない。南端は後述の大和田の水場の北に達していた。2箇所の道との交点付近にはいずれも家が描かれている。
東の土手は、市役所の北の「原」から、日光東往還（以下、地元での呼称日光街道）の東側を通り、二度屈折し、横内・大殿井の南の谷津まであった。横内・大殿井間の土手の一部が、野田市駅東方、国道16号線野田市駅入口交差点の東、ほぼ横内と大殿井の境に残る土手によく一致し、『野田町絵図』の正しさを裏付ける。初期の牧の東縁とすると、前述の西の土手とともに、矛盾なく説明ができる。
このうち、日光街道沿いの土手の一部が野田市役所付近に残る。野田市役所前から南へ、野田警察署・墓地・飲食店による2箇所の分断をはさみ、ガソリンスタンド北までの1キロメートルの間に、計700メートル以上の土手と一部街道側の堀跡が残る。市役所より南ではアジサイが植えられ、開花期には花の土手のように見える。ガソリンスタンド南、イオン駐車場西縁近くに痕跡がある。他の駐車場内にある土塁も一部は野馬土手の可能性がある。街道側の堀跡から、道から田畑・集落への馬の侵入を防ぎ、南北の牧をつないでいた役割が示唆される。野田市役所前の掲示によると、街道の両側に土手があった。国立東京博物館蔵、1805（文化3）年『関宿通多功道見取絵図』（以下、見取絵図）では、牧の廃止後の日光街道沿い西側に木か竹の柵があり、街道両側の土手の存在を裏付ける。また、牧廃止後の土手の残存から、街道の柵でもあった可能性が高いが、並木がなく、単純な並木敷ではない。『野田町絵図』の南の土手は、日光街道を横断して、梅郷駅西方にあった大和田の「ため」とある水場へ延びており、野馬土手の特徴を示す。凡例で御印とも読める土手を示す線には御がつくため、御普請土手や幕府の牧としての認識が判る。『野田町絵図』の作成時には、街道西側の土手はまだ無かったと推定される。土手が南北の牧をつないでいたなら、街道両側の土手は、北部の牧の木戸かすぐ南の谷津から、山崎字中木戸まであったことになる。街道西の土手はトイザらスができた時を最後に失われた。市役所付近では、街道西側に土手跡様の土塁が見られるが、偶然の産物の可能性もある。『野田町絵図』では市役所付近の街道両側に、松のような樹木を表す♂状の記号がある。5箇所ある日光街道以外の道と土手の交点に家は描かれていない。
南の土手は2つあり、大和田の水場の土手の北から、南東へ、山崎村北で日光街道と交差する南部の牧の北縁の土手と、その南を大和田の水場の土手から、牧の北縁の土手と並走した後、南へ折れ、山崎村の谷津に達する土手である。
後者、西縁の土手の街道との交点近くにはいずれも家が描かれている。大和田の水場の西に接して、流山街道に当る山崎村－野田町の道があり、水場の西では堰と見られる土手上を通り、水場跡は今も窪地として残る。北縁の土手の過半が、梅郷駅東の国道16号の東、東西方向の道の北側、野田市堤根のゴルフ場内に残る。痕跡的な部分も含めると、中間の失われた部分をはさみ、約800メートル、一部には二重の部分も残る。『野田町絵図』では、残る土手と逆に南へ屈曲している。西方向は、ゴルフ場西に少し残り、山崎中木戸の北縁の道沿いに1964年までは東武線東の日光街道まであった。付近の日光街道は、地形の影響で鉄道敷設前からゆるいS字状だった。北縁と西縁の土手は水場の南東、野田市立南部中学校付近で近接し、水場付近の地形からは西縁の土手に合致する土手が、南部中西の運動場西縁に50メートル、運動場南縁の花井新田字中野馬込に150メートル残り、南部中南縁を通り東に延びていた。
庄内牧では合計約1700メートルの土手が残る。
『野田町絵図』によると、日光街道の所で二つの土手が近接して街道と交差、西の中野馬込への狭い通路を形成していた。上野馬込では野馬堀・野馬土手発掘の記録がある。交差場所近くの日光街道に野馬込バス停、東武線東に字野場込があり、付近の捕込の存在を示唆する。近接して上・中の野馬込の字があるのは、新旧の込か込内部の区画を指すのか不明だが、同時に別々の捕込があった可能性は低く、捕込の周囲の大込を指していた可能性もある。南部中－利根運河付近の土手の痕跡はない。上三ヶ尾に中野牧の項で記す字古和清水がある。牧の中の道の西側に塚の上の松の木のような記号がある。捕込ではなく馬込の地名が確認できるのも庄内牧の特徴である。

## 上野牧

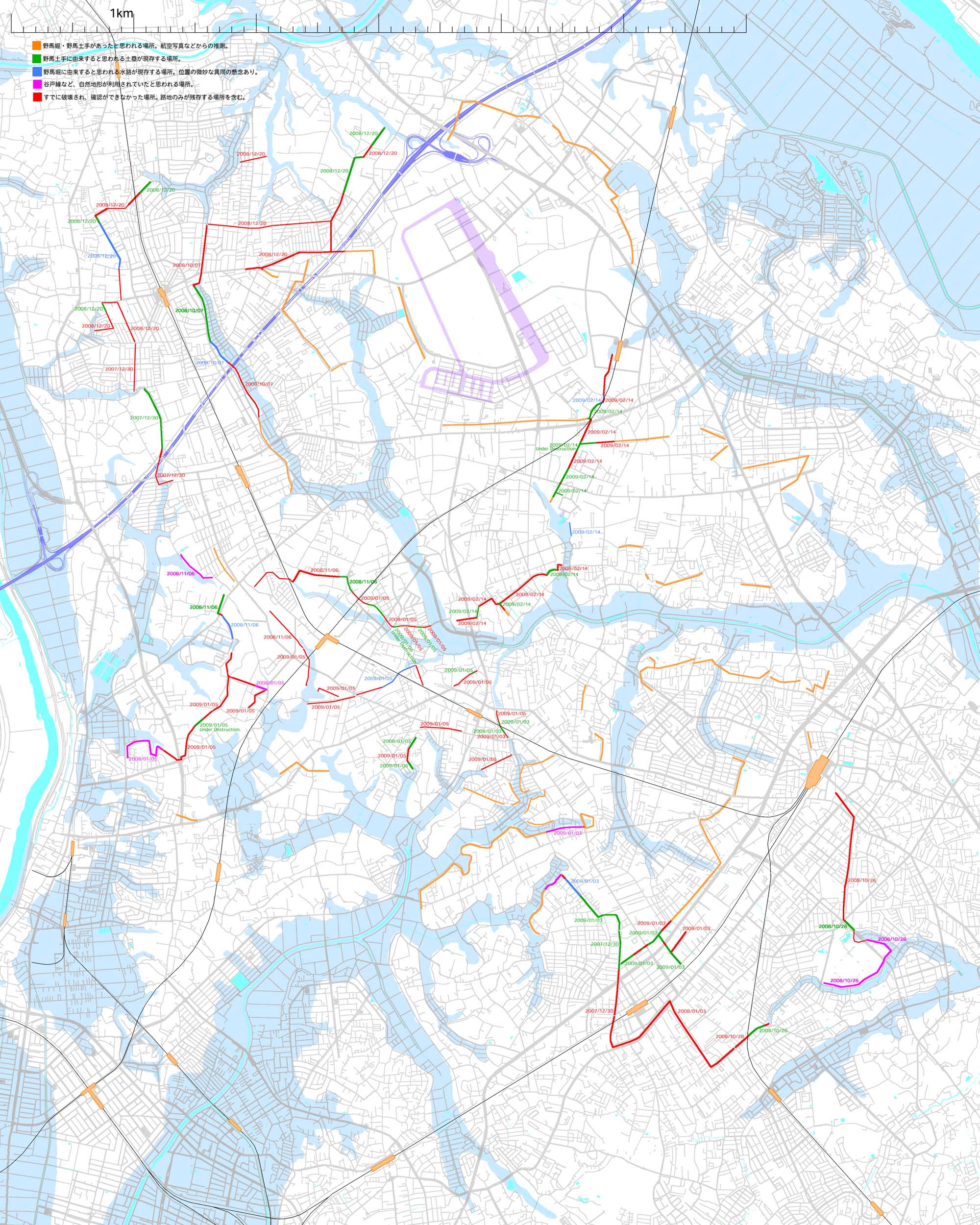
上野牧・高田台牧の野馬堀詳細図

上野牧（かみのまき）は、今の柏市・流山市に広がっていた牧で、高田台牧と接し、初期には中野牧とも続いていた。
柏市内、豊上町を除く本来の大字豊四季にほぼ相当する。流山市では新田等の耕作適地や薪炭林が、請願等の結果、流山市野々下・長崎等の一部となり、北部は戦後の宅地化で江戸川台となった。1878年、名都借村による18町歩余りの官有地払受け等、個人への払下げと一致する。南柏・柏と江戸川台～柏間の各駅が牧跡にある。
『旧事考』に、俗に蛇沢野といい、駒捕の地は篠籠田で、別に府士騎乗の馬場、いわゆる御囲があり、その駒捕の地は高田台で、寛政期に設けられたとある。蛇沢は後述する捕込近くの篠籠田に続く沢で、1912（明治45）年頃の『豊四季村誌』に、上の牧又は蛇澤の牧といい、上野牧産の野馬を蛇澤野駒と称し小金牧で中等の値段だったとある。『旧事考』によると、寛政期以降の捕込は2箇所である。高田台の駒捕の地はその名称と『国史跡下総小金中野牧跡保存管理計画書（案）』（以下、鎌ヶ谷市計画書）収録の寛政期の地図から高田台牧内に相当し、高田台牧の節に記す。『旧事考』に五牧の中では最古、南北5里とあるが、末期にはその半分程度であった。『見取絵図』に一之牧とあり、小金牧中最古か初期の重視、またはその両方が示唆される。
上野牧と中野牧の間から東は、一時期手賀沼までおよんだ水戸家の鷹場で、中野牧跡近くの小金原の殿内交差点・バス停付近に水戸家御鷹場役所跡、北に役所表門跡近くにス停表門がある。近くの松戸市立根木内小学校のホームページに小金牧についての記述がある。中野牧と並び、水戸家との関係が深い。
小金宿には最も近い牧であり、小金城あるいは、牧士頭（後の野馬奉行）が在住、水戸街道の宿場で、知名度の高い小金宿から小金原の名が、さらに、小金原から小金牧の名が生じ、初期には小金牧を代表する牧であった。『土村誌』によると、江戸時代以前の小金原の名は確認できない。
小金宿には、小金御厩とも呼ばれた野馬奉行屋敷、小金御殿とも呼ばれた水戸家の旅館があった。
野馬奉行屋敷の場所は、北小金駅前、旧水戸街道沿いで、前掲『見取絵図』、『東葛飾郡誌』にも図示されている。前述の12代政直は綿貫家を中興、墓は流山の清瀧寺にある。北小金駅の一部は野馬奉行屋敷の敷地跡の一部に当たる。
水戸家旅館は、家臣格の日暮玄蕃が留守居役で、野馬奉行屋敷の少し南にあった。水戸家下屋敷は小金宿の東18～19丁にあった。
武田信吉が封じられ、松戸市の茂侶神社や松戸神社・本土寺にも光圀関係の伝承がある。本土寺にある信吉の生母の墓は光圀が整備し、碑を建てた。
脇街道の水戸街道と水戸街道から牧内で分岐する日光街道が通り、当時、江戸からの交通の便も良く、記録が多く残る。参勤交代・日光参拝に両街道を利用した大名、歴代の水戸藩主が通過した。柏市立柏第二小学校（柏二小）創立記念誌『豊四季』によれば、徳川家治の乗馬を放った記録、篠籠田での水戸候鹿狩、老中の馬捕獲見学の記録がある。船橋市立船橋西図書館蔵『小金原勝景絵図』に描かれ、水戸街道の新木戸・松並木・捕込の図がある。
江戸方面からの水戸街道上の上野牧の入口は、『小金紀行』以外、後述する南柏駅近くにあった新木戸を指す。出口は柏駅近くの現柏神社斜め前にあった柏木戸である。
1638（寛永15）年頃、柏木戸を出た所、現水戸屋壱番館ビル付近で、水戸藩主の休憩所にもなった茶屋、水戸屋が創業した。当時の水戸藩主は初代徳川頼房である。
1676（延宝4）年に死んだ品種改良用に輸入されたペルシャ馬に因むというオランダ観音が流山市東初石5丁目にある。オランダ観音には馬頭観音の石碑が2基あり、もう一基が、1868（明治元）年に作られたとされる。11月第一日曜日に「オランダ観音祭り」が行われている。栗毛の牡馬が暴れ、人を傷つけたため、野馬方で市野谷の鈴木庄左衛門が命を享け銃撃、住みなれた地まで逃げ水を飲んで死んだという伝承があるが、オランダ観音の碑文には病死とある。ペルシャ馬の放牧は、幕府による初期の上野牧の重視を示す。
1696〜1702（元禄9〜15）年作成の『元禄国絵図・下総国』（以下、元禄国絵図）に青田・駒木の新田、日光街道沿いの十太夫新田が記され、牧に入り込んだ新田がすでにあったことを示す。
1715（正徳5）年『駅路鞭影記』に、牧内での水戸街道の目印ともなるよう徳川光圀が命じて（令して？）牧士頭が松並木を植えたという伝承、新木戸に当る木戸と番人の記述がある。牧内の水戸街道沿いに字並木がある。旅人が迷うのを憫んだ光圀が、金を小金牧司綿貫夏右衛門に付し松千株を植えさせたとする伝承も記され、少なくとも大正期には、松並木が今谷新田から柏までの道の両側に残っていた。『駅路鞭影記』には、江戸側から小金原に入る前の向小金に人里があり、紙につけた飴を売る所があること、「押廻しいくねにて」「はしほり木戸あり」を夜は閉め切り、少なくとも水戸藩の武士が夜通る時は番人が開けることの記述がある。道が何度も曲がり、木戸というより今の踏切のような端が降りる遮断機に近い。
1730（享保15）年、上野牧の一部を大畔村が村請、大畔新田となったと『下総国葛飾郡大畔新田文書（秋元家）』にあり、かつての村と新田の境に土手が残る（2011年3月）。
1737（元文2）年に建てられたとされるオランダ様という馬頭観音が同市美原3丁目にある。吉宗がオランダを通じて輸入したペルシャ馬28頭のうちの1頭とされる。他の馬もあり、28頭の馬に該当するか不明であるが、『異国産馬図巻』に11頭のペルシャ産の馬が図示されている。
1758（宝暦8）年、土浦藩主によるとされる『土浦水戸道中絵図』に、新木戸～柏木戸（南柏～柏）間の水戸街道が描かれている。
1791（寛政3）年3月29日、小林一茶が『寛政三年紀行』に、小金原にかかり、公の馬を養う所であることと長さ四十里のため、四十里野というとの伝聞、「乳を呑む駒あり、水に望むあり、伏す有、仰ぐあり、皆々食に富て、おのがさまざまにたのしぶ」と記した。馬橋から布川への途中のため、上野牧か高田台牧に当たる。青木更吉は芭蕉が秋に「あはれ」としたのを意識して、春に「たのし」としたものと推定している。
1795（寛政7）年、家斉の鹿狩の際、上野・高田台牧の馬、計48頭は佐倉牧の矢作儀へ移された。
1798（寛政10）年7月28日のこととして、『成田の道の記』に我孫子から小金への途中、「やうやう小金の原にかかる。松並木左右、中通り往還、並木の両外は目の及ばぬ廣き草原なり」「巷の水たまりて」「草原に野駒あまた遊び居る様、また風情なり」とある。
1816（文化13）年、釈敬順『十方庵遊歴雑記江戸雀後編4編』に、高い土手、土手の食違いを夜〆切る侘しき藁屋に住む番人の記述がある。
1817（文化14）年9月7日、村尾嘉陵『江戸近郊道しるべ』別写本による『嘉陵紀行』に、江戸から野飼の馬を見に上野牧を訪れた記述がある。水戸街道沿い向小金村、現存する香取神社前にあった一里塚近くの草鞋を売る家の主、大工「和泉や弥五郎」の話として、牧は水戸街道より北が上の牧で、へいび沢原・高田台・大田前から成り、へいび沢原に馬とり場があること、街道より南が下の牧で、日ぐらし山・五助原・平塚・白子の計七牧から成ること等の記述がある。幕府の文書との違いもあるが、野付村の分担等による地元での認識と考えられ、小金五牧としていないことも判る。へいび沢は、土人の訛から聞き取り難く、後日、人に確認し、蛇沢だったとある。
柏市大青田は国立歴史民俗博物館蔵『旧高旧領取調帳』にオウダとあり、今でもオオタ・オオウタともいう。
他の地名は中・下野牧参照。図も含め、牧入口の木戸、向かって左の番屋、竹がうえられた野馬土手、牧内の松並木、水戸街道から約一里北の馬が集まる山の記述がある。山は下の牧内とあるが、方向からは上の牧が正しい。捕込を「追込の升」と記している。
現在、香取神社から見て左に、前述「下陰を」の句と一里塚跡の碑がある。日光街道『見取絵図』に、神社から見て右と道の向いに一里塚がある。
『嘉陵紀行』には馬橋村まで現江戸川沿いがすべて水戸殿御鷹場で、馬橋の所々、『房総叢書』収録『小金紀行』（その1）には、流山市名都借に水戸殿御鷹場であることを示す傍示杭の記述がある。『見取絵図』には、現松戸市の松戸宿〜久保平賀町に9箇所11基の「水戸殿鷹場杭」がある。
1820（文政3）年、高田与清『鹿島日記』に、そこここで群れて草を食べる馬、かまが谷・大和田・千葉などにつづき大変広いこと、臙脂鹿毛（ベニカゲ）というどうしても捕獲できず、牧長が神かと不思議がる馬の記述等がある。
1829（文政12）年〜1859（安政6）年、水戸藩主は徳川斉昭であった。1919（大正8）年『東葛飾郡案内』に、前述「水戸屋は水戸烈公に因みあり、櫻株の家印は烈公より賜りしもの」とあり、水戸徳川家から拝領の弁当箱と象牙の箸も所有、2003年まで旅館を営んでいた。水戸屋壱番館ビルが面する野馬土手跡の道沿い、水戸街道の反対側に、水戸屋が水戸公の命で建てたという櫻株稲荷が現存する。
1841（天保12）年、前掲『小金紀行』に江戸から流山を経て諏訪神社を訪れた記述がある。野々下を過ぎ物売る家を過ぎると小金野、とあり、諏訪神社前の「諏訪道」を通って上野牧に入ったことを示す。神社の南が馬場のようであること、神社の東方、駒木の集落前の木戸の記述がある。
1845（弘化2）年、『江戸近郊図』には、水戸街道・柏の北側に「小金ヶ原」とある。水戸街道は小金から流山市長崎を迂回する形である。
1851（嘉永4）年12月15日、吉田松陰『東北遊日記』に、小金駅の後「過駅則広原漫々 即小金原 而幕府操場也 見野馬九匹」の記述がある。
1855（安政2）年、赤松宗旦『利根川図志』に、『附手賀沼邊紀行』として宗旦の友人が安政大地震の直後に上野牧を訪れ、『鹿島日記』の臙脂鹿毛、林冠が蓋のような松並木、水戸家の鷹場、時刻が遅いせいか馬を見かけなかったことの記述がある。
1868（慶應4・明治元）年、4月12日、徳川慶喜が松戸に一泊後、上野牧を通過、随員は西周や護衛の精鋭隊、高橋泥舟を隊頭とする遊撃隊等であった。
1869〜1872年の豊四季への東京移住窮民は80戸263人、近傍移住窮民122戸437人、1883年163人が授産処分を受けた。
1871（明治4）年、「下総国開墾場 小金牧内 上野牧 水戸街道」の松並木について『府県往復 下総小金牧内風折木払下代の件三井八郎右衛門願東京府達』があり、水戸街道沿いの松並木と上野牧跡も三井が取り仕切っていたことを示す。
1885（明治16）年12月6・12日、天皇が茨城県への往復の途上通過、水戸藩主と同様、松戸・小金・柏で休憩、柏での休憩は牧跡外の寺嶋五兵衛宅で、旧寺嶋駐車場裏に石碑がある。
1889（明治20）年4月3日、正岡子規が同郷の友人と2人で水戸街道を通り牧跡を通過した記述が、『水戸紀行』にある。小金駅の後、縄手道（並木道）にかかり、我孫子まで約2里の所の「むさくろしい」家での食事と東京と違い杓文字を杓子と言う話、二三十間行った所のふかし芋を売る芋屋の記述がある。現南柏駅近く、柏市に入った所であるが、牧に関する記述はない。友人は、多駄八、多駄次、吉田の少将多駄次と表現され、子規と同じ本郷台の寄宿舎にいて、この時十八、千葉日報2008年12月の『房総の作家』によると吉田匡である。子規は後に、『子規全集』に収録された『俳家全集ニ』において、小林一茶文政10年の句の例の一つに、「小金原」と題し「母馬が番して飲ます清水哉」をあげている。
1919（大正8）年、前述『東葛飾郡案内』に、千代田村は旧小金牧の中央で、村長芳野謙一郎は幕末の志士芳野金陵の後裔との記述がある。病院は柏駅前に松岡眼科医院、松ヶ崎に巻石堂、如春堂、済生堂があり、巻石堂以下の院主は順に、芳野謙一郎、やはり金陵の後裔芳野幸之助、その弟、文蔵で、旅館は釜屋、恵比屋、前述水戸屋があると記されている。その後、水戸街道沿いに、巻石堂が移転してきており、2015年現在、恵比屋、水戸屋の跡に、それぞれ同名のビルがある。
1920（大正9）年、田山花袋は『東京の近郊』常磐線の節に、北小金を過ぎて牧に入り、通過の度、一茶の「時雨るや」の句が口から出る等と記し、南柏駅はまだなかったため、土手の残存による牧の境界の明確さと、牧の知名度が示唆される。花袋は総武線の節では、牧が我孫子まで及ぶと記している。
1921（大正10）年、『千葉県内碑石一覧』に、豊四季一号稲荷神社境内の『開拓記念碑』建立の記述がある。
1926（大正15）年、豊四季一号稲荷神社境内に『木釘記念碑』が建立された。
安田初雄『近世における本邦の置付放牧に関する地理的研究（その1）』（安田1958）に当牧と高田台牧を中心とした詳細な記述がある。
石田寛（岡山大学）『GEOGRAPHICAL STUDIES ON PASTURAGE AND PASTRAL AREA IN JAPAN』に『小金原勝景図』の捕込の図がある。

### 捕込

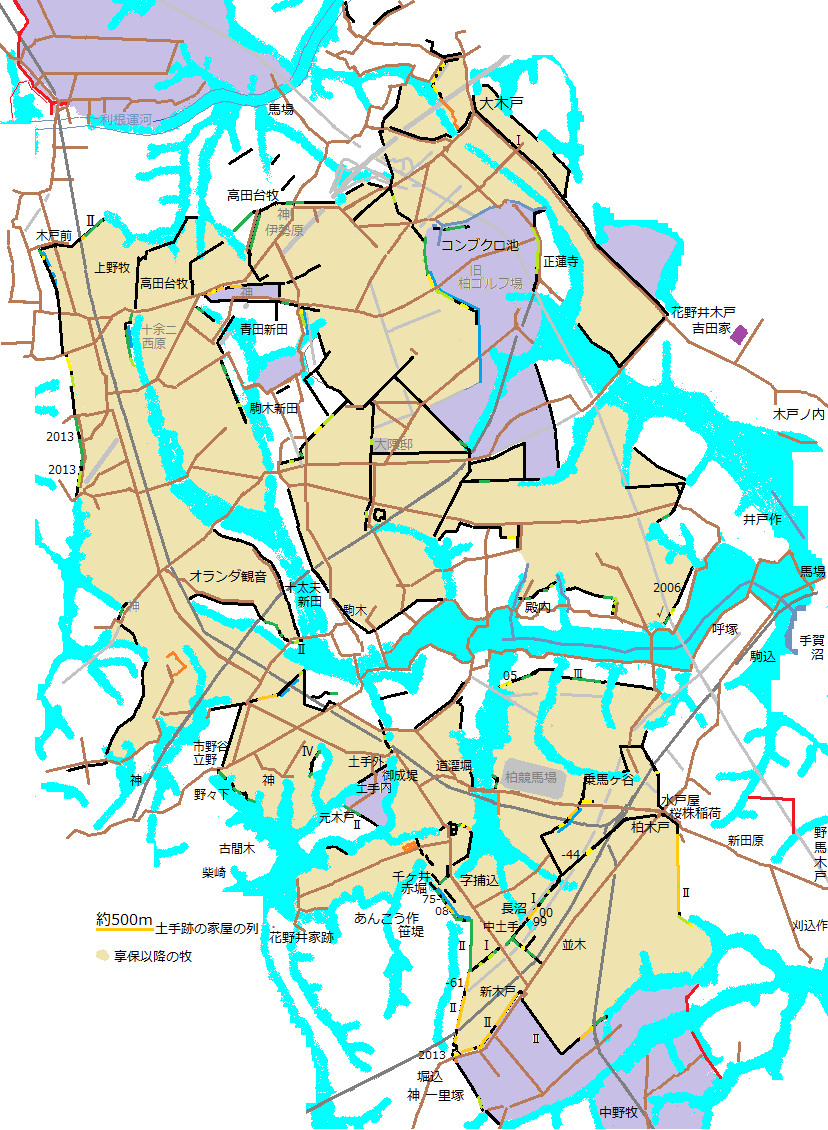
上野牧・高田台牧地図

捕込跡地は当初「捕込学校」とも呼ばれた柏二小で、1985年まで捕込の形を模したという池があった。裏手に捕込に続いていた大込の土手が約30メートル残り、柏二小のホームページにも記述がある。1972年頃までは屈曲しさらに東に延び、特に捕込に近い所は今より急峻だった。捕込の北半分は明治45年頃までほぼ完全に残っていた。日光街道まで延びていた捕込内の土手は1965年を最後に失われた。捕込には街道側に2箇所、南に1箇所の開口部があったが、街道側北の開口部の位置に同小学校の正門がある。開口部を1箇所とした資料の場合も正門と位置は一致する。『見取絵図』には一之牧取込土手と記され、二つの区画、2箇所の街道側の開口部、捕込土手上の数本の松と見られる木、街道向い側で街道に少し突出した土手がある。
『幸谷観音野馬捕りの献額』は、綿貫家の寄贈で、上野牧の捕馬とされ、松の大木の下の幔幕に九曜紋があることもこれを裏付ける。馬の捕獲のほか、多数の見物人、複数の出店・屋台等が描かれている。図を拡大して見ると、消えかけた土手が描かれ、見物人は土手上に座り、土手に3箇所の開口部があること、幔幕のある御照覧場（検分所）も土手上にあることが判る。高田台牧の節に記す柏市立西原小学校の図では、土手が復元して描かれ、指導者の技量の高さを示す。
捕込跡柏二小の斜向かい、四号稲荷神社境内に、岩倉具定が地元に土地を売却したことに対する岩倉公爵報恩碑、開拓百周年の碑がある。前者は『千葉県内碑石一覧』には「岩倉報恩碑」とある大正3年5月建立とする碑と一致する。近くに、岩倉具定の屋敷があったとされ、西、現凸版印刷の敷地には、昭和初期まで土塁に囲まれた土地があった。
大込の土手は、稲荷神社の西の谷津から、反時計回りに、柏市の西への突出部を横切り、一部残存する土手の所から稲荷神社の約300メートル南で日光街道を横切り捕込東まで続いていた。土手が日光街道を横切った字捕込（とりこめ）に以前「鳥込」バス停があり 「広報かしわ」49.7.15 No.309、上野牧での「とりごめ」の発音を示す。『見取絵図』に街道と直交する土手に「大込土手」とあり、捕込の周囲の大込の土手であったことを示す。捕込は字捕込ではなく、字八丈にあたる。
大込の西は、流山市松ヶ丘千ヶ井で『南部馬史』の千飼に当たる。千飼は大込の区画と御囲の両方を意味する。詳細は青木の著作参照。土手が道を横切る所には捕馬の際の臨時のものを含め、木戸があったとしている。
捕込北、日光街道沿い字一本松に、江戸時代からあった一本松の下に明治期に建てられたという一本松稲荷がある。捕込の松とともに、水戸街道同様、道標の役割と、中野牧での鹿狩を描いた『享保乙巳小金中野牧御鹿狩之図』に示された「見通松」と同様、捕馬の際、遠くから見通すことができた。
前述、一号稲荷神社は『開拓記念碑』、『木釘記念碑』とも現存、豊四季冨士見の永寿稲荷神社と判る。
『旧事考』の高田台の捕込については高田台牧で述べる。

### 地誌
柏市は野馬土手等の保存に積極的とはいえないが、柏市教育委員会ではインターネットでも場所が判る詳細な野馬土手の発掘調査報告書を出しており1988年以降の土手の消失過程がよく判る。流山市の報告書はインターネットでの場所の特定が難しい。
『小金開墾地及近傍村落』と表記のある迅速測図では土手の位置がずれが大きい。
牧の西の縁は、柏二小近く流山市千ヶ井から南、旧水戸街道まで、現柏・流山市境で野馬除土手があった。国道6号の北約500から100メートルまでの区間は、市境沿いに二重構造の野馬除土手が残り、緑地公園として保存されている。途中、約50メートルが失われたが、残存する屈曲した土手は合計約550メートルあり、小金牧中、最も保存状況の良い区域の一つである。土手跡の東、牧側に堀跡の小川も残る。流山市松ヶ丘に字笹堤、赤堀がある。国道の北約100メートル分の大土手は1961年までに、国道から水戸街道までの大小の土手は1975年までに失われ、土手跡が土手構築時に他から持ち込んだ土の分、周囲より僅かに土地が高く、両側に道のある家屋の列として残る。市境の数メートル程度の微細な凹凸は購入者の住所等、土地購入時の経緯により、大小二列の土手の位置を反映している。
水戸街道北、流山市の突出部では、大土手が市境の形に柏市側へ突出、マンション建設前の空中写真等で突出部の土壌の違いが判る。大土手は市境から水戸街道沿いへ折れていたため、突出部がなければL字になるところ、己字状であった。己字の大土手に対し、小土手は突出部から水戸街道北側へ短絡し、街道北側の大土手跡がほぼ豊四季と街道南側の今谷上町の境である。市境に接した街道沿いの柏市の土地に縦割りになり街道側の半分が約50メートル残っていた大土手は、2013年に失われた。
街道沿いの残りの大土手が、1975年までは駅入口付近以外、400メートル、20世紀末まではほぼ完全に、その後も土だけが残っていたが、2003年以降の柏市の道路整備等で失われた。南柏駅東口前の土塁と街道近くの公園の土山は、野馬土手でも移築でも跡地での復元でもなく、柏市が土手を保存しないのは土地と予算の不足によるものではないことを示唆する。土手は、南東へ、豊四季・今谷上町の境界の形に折れ街道に突出、ここ字新木戸に新木戸という『駅路鞭景記』等、小金牧で紀行文に最も多く記録された木戸があった。日光街道との分岐とバス停「新木戸」は少し東である。『小金原勝景絵図』の木戸を牧の外側から見た図には、遮断機状の木戸、茶屋と水源、家屋、野馬除土手等の描写がある。近くの今谷刑場では、幕末に処刑が行われた記録がある。1880年でも街道はスプーンカーブ・Ω状で、今も、車道はほぼ直線だが、歩道の幅が場所によって違い、道全体はわずかにS字状である。『見取絵図』には検問所のように折れ曲がった野馬除堤と「木戸」「番ヤ」「是ヨリ野馬御用地」の文字、現市境付近の小屋の記載がある。
前述の1758（宝暦8）年『土浦水戸道中絵図』の土手、木戸の特徴は現在の詳細な地図での町境とよく一致する。近くの別雷神社は1870年創建、茨城県からの勧請である。以上のうち、国道6号の北100メートルから水戸街道以外、土手が失われたのは高度経済成長期前である。
木戸の南の土手は、北の土手と食違う形で、江戸側から南南東へ続き、SDAキリスト教柏教会の所で北東へ折れていた。ここが上野牧南端である。大部分両側に道があり少し土地が高い家屋の列以外ほとんど痕跡はない。東武野田線西に点状の跡があり、線路際の擁壁も少し高い。東武線には豊住歩道橋という跨線橋がかけられ、馬の絵が描かれている。線路から南東、コンビニエンスストア前までに、土手が約150メートル残る。土手の終点が谷津の頭で、付近の道はかつての急傾斜を反映し、S字状である。迅速測図の欄外に、東武線付近での土手は二重で、大土手が高さ3.5、上辺4.0、下辺8.0の台形、堀が幅6.0、底幅2.5、深さ3.5、小土手が底辺3.0の半円形の断面の記載がある。『千代田村誌』は新土手の多くが一重で低いとした上で、市境から続いていたこの野馬土手は「新土手ながら二重」としている。2012年現在、千ヶ井からの3600メートル中、750メートルが残る。
柏・流山市境を水戸街道から、南東へのびていた享保以前、約300年前の古土手の一部が向小金野馬土手として残る。流山市による麗澤大学構内の発掘調査の記録がある。麗澤高校ホームページに流山・柏市境と下田の森の野馬除土手に触れた記事がある。
柏・流山市境の国道北約100メートルの地点で、大土手から勢子土手が分岐、柏神社近く柏木戸付近、柏市中央町まで続いていた。分岐から旧日光街道まで、中心線から1990年に南半分を削られた土手を含め、約250メートルが残る。勢子土手は1970年代末まで大土手と直接続いていた。日光街道北東では、字中土手を経て新富町スバル裏までの約150メートルに、高さ2.4メートル以上の土手が良好な状態で残る。迅速測図欄外には土手の高さが2.5と記され、今もほとんど崩れていないことが判る。
日光街道をはさみ、南西の土手より北東の土手は少し南にある食い違い構造で、捕馬の時、南西から土手の南を土手沿いに北東へ進んだ馬を土手の北に出し、日光街道を捕込へ誘導したと考えられる。さらに北東、1999・2000年に失われた土手跡の家屋の列を経て、レクサス裏等に約50メートル残り、道の先の駐車場のコンクリート壁に痕跡がある。先に直径約2メートルの塚状の土手が残る。レクサス裏の土手は2011年12月、縦割りに北西側が削られたが、多少移動された形でレクサス敷地内に残され、近くの塀の土手の跡が移動を示す。現レクサス敷地には、1976年頃まで土手の南側に牛舎があったが、一時あったゴルフ練習場と旧モスバーガールート6号柏店建設時に土手が失われた。さらに、柏市立旭東小学校南西で東へ少し折れ、国道南東の質屋裏の道沿いを経て、柏神社斜向かいまで土手があり、ここに柏木戸があった。流山市との境の分岐から、2012年現在、2500メートル中450メートルの勢子土手が残る。迅速測図では、旭東小・気象大間で分岐し、流山街道沿いを、柏神社へ続く。1929（昭和4）年の松井天山の鳥瞰図に字乗馬ヶ谷の千葉県立東葛飾高等学校（東葛）の通用門付近からのびる道の両側に樹木の列があり、一部迅速測図の土手と一致する。今世紀初頭まであった「かどや」が「三角屋」として、移転前の現ホンダカーズ柏の前身の泉屋輪店が描かれる等、変更の可能性のある名称以外、付近の建物の位置も正しい。
スバル裏には、Ｔ字形の分岐が残り、南東へ直角に分岐、国道まで約50メートル土手が残る。国道を挟み、南東へ、小さな食違い構造を経て、常磐線南東、水戸街道まで勢子土手があった。国道から食違い部分までの約80メートルは2010年2月末に柏市によって削られ、車止めのためと中心線の植込みのため、車椅子の通行が困難な歩道となった。食違いから南東に170メートル残っていた土手も、2019年、柏市による工事で、隣接した林地が公園となるとともに、すべて歩道となり失われた。国道北側のレクサスによって樹木とともに移築保存された土手とは対照的である。T字分岐は、柏市内で唯一残る土手の分岐で、日光街道の所で誘導を漏れた馬を止め、東、字吉野沢の小川への進入も防いだ。土手沿いの小道は古く、常磐線には利用者の多くない歩道橋がある。食い違い構造から北東の短い土手もあったが、段差以外の痕跡はない。
小川は1960年代末、国道北の土手の北側の住宅地造成に伴い、土手の間をクランク状に抜ける形となったが、その後も少しの間、農業用水にも使われた。食い違い構造付近に三井関係の土地がある。『見取絵図』では、土手を過ぎた後の小川が長沼という小さな沼で、土手が沼の南をクランク状に回り込む形である。
勢子土手は、旭東小南でさらに北西に分岐し、ていた。近くに、1944年にはすでに空中写真で確認できるクロマツの大木の切り株が残存する。土手の一部が1974年頃まで残存し、気象大学校（気象大）正門手前の小道沿いに北東へ折れ、市道捕込名戸ヶ谷線沿いに続いていた。道沿いに1978年頃まであった土手は痕跡もほぼ失われ、踏切の北東に両側に道のある細長い家屋と、野馬掘跡の用水路の暗渠がある。東葛正門付近の交差点から、曲線状だった道の西側を北の谷津まで土手があった。土手のため東葛近くの交差点は変形十字路になった。交差点から北の谷津にあった土手は道筋の変化により場所は特定できない。東葛の創立50周年記念誌の40周年記念誌を再録した部分に、校舎の建築場所の西方に、後に移転した香取神社と民家、さらにその西方に流山街道と平行に東西にのびる野馬土手の記述があるが、南北にのび地形図に記載のある土手の記述はない。信憑性は低いが、一部の痕跡が通称流山街道と平行の敷地縁に1990年頃までは残っていた塀の土台の土塁と、前述の鳥瞰図の松林の直線状の縁に相当する。21世紀初頭、流山街道拡幅前まであった土塁が野馬土手だったのかは、不明である。旧豊四季村・柏村間には開墾時の経緯から、かつて確執があり、旧豊四季村にある旧制東葛中〜東葛飾高の校章は当初の「三つ柏」から次第に「三つ葛葉」になった。現豊四季台団地の土地の一部には、一時期柏競馬場があった。
前述、ローソン前から東に谷津が続き、さらに東の日立台、日立柏サッカー場グランド前から、柏市立柏第三小学校（柏三小）、柏市立柏第一小学校（柏一小）を通り、国道6号線北まで、2200メートル以上の野馬除土手があった。2012年現在で残る土手は、グランド前から南の名戸ヶ谷の谷津までの約50メートルである。東側は谷津の斜面と一体となった構造が残るが、西側の小土手は埋め立てられ、大土手だけが残る。東の谷側から見ると、さらに南の50メートルの斜面も半ば埋もれた土手跡の形状を保つ。1944年までは土手の南端が西に折れ、小さな砂防ダム状の形で、ラーメン店の所にあった谷津頭を分け、牧内の馬の水飲み場とするが、馬は牧外に出さない巧妙な構造の痕跡があった。グランド前の交番から北の土手跡に僅かに高く両側に道のある家屋の列がある。土手の北に名戸ヶ谷郷士会による野馬除土手跡の石碑があり、交番から柏市立柏第三小学校裏の土手を道が斜断した所、約100メートルの歩道の盛上りと樹木程度のわずかな土手の痕跡を経て柏神社西隣につづき、水戸街道を横切る所に前述柏木戸があった。柏木戸は前掲『水戸土浦道中絵図』では、牧から右・左と折れ、木戸を通って牧を出る形で、新木戸より単純な構造である。
柏木戸跡近くの牧の境界沿いに、前述水戸屋ビルがあり、櫻株稲荷神社も現存する同社の向きも、前の小道は土手跡ではなく土手沿いの小道跡であることを示す。『駅路鞭影記』に、小金原を出た所に茶屋があり煎茶・芋串・酒を売り、民家が並びエノキを植え、現存する長禅寺があること、長雨が続いた時は向小金から根戸を通り呼塚まで1里ほど、悪路を迂回するとの記述がある。土手は、柏木戸から柏駅北の柏一小正門付近とつづき、同校敷地内と西北西へ分岐していた。このため、正門前の交差点は変形十字路である。西北西の土手は国道6号北、柏高島屋第二駐車場前から、乗馬谷の谷津まで3回折れて続いていた。柏神社から柏一小の土手沿い牧外の道がマクドナルドJTB間の道、旧柏・豊四季の境で、土手が牧の東縁であった。前述の鳥瞰図には、柏神社から柏一小の土手の途中、建物が現存する濱島石材店と柏湯とある銭湯から柏神社前までの土手の密生した一列の林がある。また、牧や野馬土手との関係は不明だが、鳥瞰図には柏駅近くの「小松園」に小山が描かれ、後の同園の写真に土塁がある。スカイプラザ柏裏には2019年までダブルデッキと接続した歩道橋があり、下の道の勾配とともに土手跡の古い道の痕跡を示す。国道北には北面した赤城神社があり、神社の南側が牧だったことを示唆する。名戸ヶ谷の谷津から2200メートル以上の野馬除土手のうち、残存が50メートル、わずかな痕跡が150メートルである。
初期、すでに前述の呼塚は牧の外であったが、南へ、駒込、柏市立柏第五小学校のある野馬木戸、刈込作の字が続き、初期以前の広がりが示唆される。
明治期、現柏駅構内と付近の家屋が少なく、駅・線路への用地転用が容易だった。青木更吉はホーム構築時、土手の土がその一部になった可能性を指摘している。柏駅近くでは、『柏市史』収録の大正12年『千代田村史』に柏一小裏から名戸ヶ谷まで、自然に崩れた所もあるが、二重の旧土堤が残るとある。柏駅付近では、前述鳥瞰図に、土塁のある医院等が描かれ、昭和初期のかなりの残存、1955年の空中写真でも駅前通り付近での残存が判る。
赤城神社から西、柏市豊四季・篠籠田境＝旧篠籠村南縁が牧の北東縁にほぼ一致、断続的に土手が篠籠田市民緑地等に残る。緑地の土手は三重で、緑地の整備以前は東の道の脇まで斜面を下っていた。柏市が積極的に残した稀有な土手である。牧の縁は豊上町の谷津が入り込んだ後、流山市との境に達していた。付近では谷津の斜面は低く、台地の縁の土手は堀によって台地の縁を分離するように築かれたが、土手と台地の高さがほぼ同じであった。柏市立柏第六小学校西に土手が残り、南の道と東武線間に土塁跡がある。空中写真から、線路の南にも続いていたことが判るが、関係は不明である。北の篠籠田と豊四季の境付近で野馬掘の発掘報告がある。
捕込跡の柏二小付近から北、江戸川台の日光街道西側では、流山市となった土地が多い。『見取絵図』には捕込の北西、柏市豊四季字道灌坂と街道西の流山市野々下字道官堀の道官堀の北西に「列卒土手」がある。列卒は勢子の意である。駅の東南の小さな谷が地形上、堀の場所と一致し、線路近くに短いが所有者によって針葉樹が植えられ保全された土手が残る。南、流山市野々下に、少なくとも二箇所に土手があった。野下とも書いた野々下には、日光街道際の御成堤、その西の土手内、元木戸、北の土手外の字がある。野々下の土手のうち、字土手内と南の字元木戸の間に二重土手が約60メートル残る。
豊四季駅南西、流山市長崎に、分断されたが、四重土手が残る。千葉県道278号柏流山線北にも土手があったが、付近は現流山市になり、日光街道西側が、すぐ近くの柏二小の学区外になった。牧内の新田開発、入り組んだ谷津により、付近では牧の縁が入り組んでいた。流山市長崎は元禄『下総国絵図』に「野々下村之支郷」とあり、元は一緒だったことも境界を複雑にした。牧の西端は野々下と長崎を抜け、柏市の西への突出部まであった。ここの谷津の縁に土手が残り、付近に、牧士を務めた旧花野井家住宅があったが、野田市に移築された。
牧内には祠等を除き寺社を置かないのが原則で、豊四季駅北、流山市駒木、馬の銅像が建つ前述の諏訪神社は一部が残る土手・堀で仕切られ牧外に当たる。源義家および付近の鞍掛・鞍林にある鞍掛の伝説については同神社の項参照。西は字古間木（フルマキ）である。日光街道と交差する柏流山線が流山の諏訪神社前を通る諏訪道で、水戸街道に当る所のすぐ北が柏木戸跡で、北東に進んだ所に柏の諏訪神社がある。
豊四季駅西、線路南側、日光街道のクランクが間を通っていた土手が『見取絵図』に示された所に字市野谷新木戸とある。土手は東西に走る柏・流山市境にあったが、住宅地の縁の線と店舗の駐車場のアスファルトの継ぎ目に痕跡を残すのみである。街道の西の谷津まであった土手の北は、初石新田で野馬入新田、土手の南が字立野で野馬立場だったことが示唆される。2011年時点、北の西初石の十太夫野馬土手の痕跡はない。
東武線の東で、牧が北西から南東へ、十太夫新田に突出し、牧と新田の境の土手が、流山おおたかの森駅東に近年まで複数残っていたが、多くはつくばエクスプレスと周辺の工事により失われた。流山豊四季霊園の西に良好な状態の土手が残る。北は十太夫野馬土手、南は反時計回りに牧を取り巻き、東の柏・流山市境を江戸川台の土手へ続いていた。
流山おおたかの森駅西方、京葉銀行近くの畑沿いの土手は、前述の日光街道のクランクの北で、市野谷に続く谷津の西縁、新田と牧の境に当たり、野馬除土手の立地条件に合致するが、関係は不明で、すべてが野馬土手とするには形状に無理がある。
上野牧の北端は現江戸川台駅北、旧東深井村、東深井木戸前の南であった。ここで日光街道は牧を出、『見取絵図』には水戸街道ほど複雑ではないが、牧側に向かって開いた柵・番屋・街道に突き出て食違い状になった野馬除土手が描かれている。村落や寺・神社、先の宿場等が水戸街道の柏と類似する。終戦後の空中写真に、東武線と土手の交点－柏飛行場の線がある。土手から南が江戸川台となった。上野牧の西から北縁の野馬除土手のうち、旧上新宿村の流山市上新宿のこんぴら緑地付近から北では、2012年まで一部に二重土手や堀も含め500メートルの土手が残存していた。北の谷津の少し東に跡地の一部と見られる細長い緑地があり、流山市立北部中学校南東に土手の痕跡が残る。中学校東縁と、隣接した細長い土地も土手跡で、北の端が『見取絵図』の木戸の位置に当たる。北の流山市美原に少し崩れてはいるが、土手が残り、道との間に野馬堀跡の用水路がある。東に折れた土手は、東武線東へ続き、林に東の谷津まで上野牧北端の二重土手が残る。土手の合計は2800メートルである。迅速測図では、野馬除土手の終点とすぐ南東に別々の測量点があり、塚の存在が示唆される。同様に土手の南は、幕末には薪炭林等であったと考えられる。北部中学校前から西に向かって、道は下り坂となる。1987年『中野久木谷頭野馬土手』発掘報告書が出されている。中学校の西に字囲ノ内・谷頭があり、中期に中学校付近が新田となった可能性もある。『見取絵図』には街道・平方新田間の土手があり、中学校前と見られる道を境に、北の土手が西にずれている。
江戸川台駅東、高さ2メートルほどの南北方向の土手が流山市の施設敷地等に残る。上が少し削れ南に向け低くなるが、木立がありやや良好に残る。南の緑地内では、東側に堀跡と見られる湧水が流れる溝がある。土手の東、十余二に含まれる柏市西原は、高田台牧の一部であったため、土手は高田台牧との境であった。
流山市立博物館に常設展示、旧沼南町バス停大木戸近く、
柏市郷土資料室に、三井の管理人市岡晋一郎、住民の指導者石塚与兵衛等、牧に関する展示資料がある。

## 高田台牧
高田台牧（たかだだいまき）は柏市高田・西原を含む、主に十余二にあった牧で、西は流山市との境に達していた。柏市西原は谷津と新田により、西へ半島状に突き出た牧の形を残している。初期には上野牧と一続きで、東は正連寺を経て大堀川支流の地金堀源流を回りこみ、花野井や宿連寺に達していた。上野牧との分割後も大堀川のある篠籠田の谷津をはさんで近接、現江戸川台駅東の流山市との境で接していた。1879・80年、若柴・大青田・松ヶ崎の各村による合計27町歩以上の官有地の払受けがあり、これらの地名にも牧跡が含まれる。『東葛飾郡誌』に高田牧ともあり、高田原牧ともいう。『旧事考』には高田台牧ではなく捕込の地名による大青田牧があり、縦横1里、捕駒の地は大青田とあるが、同じ著者の『北総詩誌』では高田台牧がある。『日本地誌提要』には記載がない。
特に高田台牧では、明治の開墾後、三井組が直接土地を所有し入植者が小作農となることが多かった。三井不動産に引き継がれた土地、米軍からの返還後、再び三井所有となった土地が多く、牧ではなかったが、戦後には三井所有となっていた土地もある。2012年6月現在、三井不動産のホームページに「三井不動産と柏の葉エリア」の項目があり、「三井が中心になって始まった開墾入植」「戦後も三井不動産ゆかりの地として」等と題した資料と当記事の地図が掲載されている。
他に比べ、小さな牧であったが、かつて柏飛行場も置かれるほどの面積はあった。元から面積に比べ土手が多かった上、多くの土地が飛行場の他、大日本帝国陸軍の高射砲陣地設置、アメリカ合衆国の接収、朝鮮戦争時の再接収、冷戦期の柏通信所設置を経て、現柏の葉一帯の返還が遅れ、他の牧と比べ多くの土手が近年まで残っていた。TXの、残存した土手を結ぶような敷設と周囲の開発で、多くの土手が21世紀に入ってから失われた。陸軍が築いた土塁があり判別に注意を要する。
柏の葉庭球場の池が示すように、地下水位が低く、農業用水が不足した場所が多い。
上野牧と一つだったため、江戸時代の記録は少ない。
1810（文化7）年、流山を出発した小林一茶は『七番日記』に
6月14日晴
小金原 下陰をさがして呼ぶや親の馬
と記した。後、布施村での中（昼）食があり、高田台牧に一致する。牧内での禁煙を示す
時雨るや煙草法度の小金原
永き日や煙草法度の小金原
や
母馬が番して呑ます清水かな
も旅程・天候・季語から、場所は高田台牧か上野牧に当たる。
1869〜1872年の東京移住窮民6戸25人、近傍移住窮民72戸202人、1883年授産処分を受けた窮民493人である。
1872（明治5）年、十余二の山林原野600町歩余が三井八郎衛門の所有に帰した際、開拓者子弟の教育のため、三井学舎或は三井学校が設立され、市岡晋一郎が三井家の代理人として出張して校主となり、1886（明治19）年の教育令改正まで存続した旨の記述が『千葉県教育史第二巻』（以下、教育史）にある。教員のうち、高山虎之助は1913（大正2）年、十余二管理者として三井銀行より出張ともあり、大正期にも、三井が十余二を管理していたことが示唆される。
1875（明治8）〜1877年、三井文庫に大隈・青木周蔵の見分、岩倉具視への土地献納の記録がある。法廷闘争や土地所有を有利に進めるため、三井が十余二出張所の建物や一部の土地を有力者に渡したことの一環に当たる。
1879（明治12）年、大蔵卿大隈重信が「流山庄十余二」の土地を三井八郎右衛門高福より市岡晋一郎を経て取得した。土地は9町4反歩余りであった。翌1880年の迅速測図に、L字型の大家屋と3家屋を含む「大隈邸」の記載がある。迅速測図の大隈邸と三井の出張所の特徴が一致し、出張所が大熊邸になったことが判る。1974年の空中写真でも堀と土塁を有した約120メートル四方の敷地跡が確認できる。西と南の土塁が勢子土手で、後の柏特別支援学校の敷地の一部である。鍋島藩主の側近が土地を所有していたことを示す資料も千葉県文書館にある。早稲田大学史資料センターに、高田村〜豊四季村の住民の『旧小金原開墾地払下願書』があり、大隈と土地の関係を示唆する。
1890（明治23）年、十余二伊勢原大神宮境内に『小金原開墾碑』が建てられた。
1918（大正7）年、江見水陰の小説『利根の舟唄』に「諏訪の社を走出て、道を一筋に林に入り岡を上り川を渡り野に出れば、此所なん名高き小金の牧場」「只見る野馬の群、幾つなぎとなく此方に来る」とあり、松ヶ崎、呼塚の地名が続く。川と大堀川、地名が合致し、上野牧に接した諏訪神社から高田台牧までの特徴と一致し、廃止から50年後の牧の知名度を示す。
1825（大正14）年、田中村十余二庚塚雷神宮境内に『自作農制定記念碑』が建てられた。
柏の葉公園入口交差点近くに厳島神社があり、千葉県知事筆の開墾記念碑の裏面に「大隈及鍋島等」が土地を所有し戦後まで入植者の物とならなかったことが記され、隣に明治期の馬頭観音がある。
千葉大園芸学部の施設が飛行場跡にあり、2007年小林達明『都市における湧水生態系の保全に関する生態遺伝学的・景観生態学的研究』の研究がなされている。

### 捕込
迅速測図では、十余二の西、柏・流山市境に、古込の捕込跡がある。（安田1958）掲載の平面図によると、広義の捕込はほぼ正方形で、東半分が長方形の狭義の捕込、西半分のさらに北半分が溜込、南半分が分込である。つくばエクスプレス（以下、TX）際の墓地に当る。捕込内部の区画は1949年の空中写真で明瞭に、1961年でもある程度認められる一方、すでに1928年測図の地形図で、捕込の土手内に墓地の記号があり、捕込内部の土手が残る状態で墓地になったことを示す。したがって、墓の移動がなければ、墓地内の区画割がかつての捕込内の土手の位置を反映している。墓地の南東の一部はTX建設に伴う道路工事によって削られた。旧高田村北の台地は高田台であり、上野牧からは谷津を隔てた回り道になるが、直線距離では近く、『旧事考』の上野牧の捕込があるという高田台に地名は一致する。千葉県立中央博物館の白井豊は高田の字古込後を示している。
『旧事考』にある「大青田牧」は、新込が大青田近くにあったことを示す。大青田はすでに新田であったため、大青田に隣接した十余二伊勢原辺りが該当する。明治期には、十余二南部は高田原と呼ばれていた。この捕込は、『鎌ヶ谷市計画書』収録の寛政期の地図にある2つの捕込のうちの北の捕込と一致する。大青田の北西に馬場の字があり、『牧跡』掲載の『小金上野高田台両御牧大凡図』には、十余二伊勢原から十余二西を経て、みどり台となった辺りに高田台新込とあるため、新しいが痕跡が残らなかった捕込に当たる。『小金上野高田台両御牧大凡図』と『鎌ヶ谷市計画書』の地図によると、柏市西原の東、柏市の突出部の付け根、みどり台の西、ヨークマートの東付近に相当する。白井豊は青田新田の字捕込後を示している。『柏市郷土資料室』の推定も同様であるが、地点までの特定は難しい。『旧事考』の上野牧の捕込としても矛盾はない。
また、高田村の近く柏市庚塚付近には、1930年頃の地形図でも三角形の捕込の土手が確認でき、戦後の空中写真でも土手の一部の残存が判る。
前掲『教育史』に、1872年の三井学校設立の場所は、十余二伊勢原（トリゴメ）とあり、上野牧と同様、トリゴメと発音されていたことが示唆される。また、1879年頃伊勢原中央の地に校舎を建築したが、『教育史』発行時の1937年には跡が吉田農場の事務所になったとしている。『東葛飾郡誌』に三井小学校は三井尋常小学校と改名した後廃止、十余二尋常小学校を設置、田中村への併合時に田中尋常小学校十余二分教場となったとある。この間の地形図では、現在の柏市立十余二小学校付近以外に学校の記載はなく、同校付近が移転先の伊勢原中央であることを示す。現在の伊勢原一丁目から1キロメートル未満の距離に当たる。

### 地誌
守谷街道＝千葉県道47号守谷流山線沿い、店舗・高田原交番間の陸軍東部百五連隊の旧営門に跡が残る土塁は陸軍により築かれたもので、少し北、自衛隊敷地南の東西方向の道の南側から東、大隈邸跡地南縁を通り、高田原ふるさと会館裏に野馬土手があった。会館裏、土手を切った小道の所だけ幅が広い。街道南、十余二の柏市立柏の葉小学校東に土手が残り、同校の校歌には野馬土手が歌われている。
迅速測図では、大隈邸西の土塁が野馬土手であった。
捕込の東の二重土手の一部が失われた際の調査報告書がある。東の柏市若柴に字馬具山がある。
柏の葉の東、三井ゴルフ場跡地の北、前述の地金堀の水源の一つであるこんぶくろ池は原状を最もよく残した馬の水飲み場である。森林と池があり、生物多様性の保持に効果がある。池の南に東西方向の土手が残る。土手の西から南へ、弁天池横の、もと十余二の柏の葉の東縁と国立がんセンター裏に2010年、土手が残る。自動車教習所の南、柏市庭球場の東、ゴルフ場跡地西縁に2005年には土手が残っていた。南は原状不明である。千葉大の敷地沿いの土手は残っていない。土手沿いの野馬掘跡が、ゴルフ場跡から千葉大東の三面コンクリートの水路に当たる。千葉大の南半分の土手は柏飛行場の掩体壕が近くに築かれた時には、削られたはずである。東のららぽーと柏の葉等の一帯も三井不動産系のゴルフ場跡地で、県教委の地図にはゴルフ場の表記が残る。柏の葉に三井住宅バス停がある。ららぽーとのあるゴルフ場跡地一帯は柏市若柴で十余二ではなく、明治〜戦後に三井が取得した土地である。土手は千葉大南を経て大隈邸から東の土手に続き、南東方向の土手が工場敷地等に残る。
跡形のない捕込から東へ延びていた土手の一部が伊勢原に残る。柏インター西、流経大柏内の道路際に、公有地では保存された土手が少ないのと対照的に、良好な状態で残る二重の土手である。別に2つの土手が流経大柏のサッカーグラウンドと野球グラウンドの間、さらに北にも残る。流経大柏内の土手は、皇大神社の北へ回り込み－2012年8月残存－流経大柏前から続く道と直交－2012年8月残存－柏インターを通り、何度か折れ、こんぶくろ池の土手に続いていた。その一部と見られる十余二と大青田新田飛地元割の境に土手は1980年頃失われたがあった。
柏市西原と十余二をつなぐ部分の南縁の野馬除土手は、1989年頃まで一部残っていたが、多くは常磐道建設〜1992年度に失われた。南が流山市青田で、土手跡を背にして江戸時代からの香取神社がある。2011年の電子国土基本図にも神社から西に約300メートル記載されており、ごく最近までの残存を示す。土手は東の柏の葉の柏市立十余二小学校西を通り、大隈邸跡西の県道47号北まで続いていた。。
柏インターと国道16号の東、中十余二北縁の道沿いに、かつて野馬除土手があり、1967年改測の地形図に土手の表記がある。
南、国道16号東、TXとの立体交差の北、旧正蓮寺集落西縁沿いを北の香取神社脇まで、低いが木立の中に両側に道のある土手が450メートル以上残る。土手の西も正蓮寺のため、十余二との間の南へつづく新田の存在を示す。香取神社の北で土手は途切れるが、少し北、分岐した道沿い土手が残る。
江戸川台駅東に残る上野牧との境の土手が、柏市西原の西縁で、字立堀がある。西原の東縁、流山市駒木台との境の道の東に土手が残る。土手の約300メートル南、道の西側に柏市立西原小学校があり、同校によると、所在地の旧表記は十余二字榎木戸で、校内には野馬捕りや開墾の絵が掲示されている。榎戸の表記もある。
1993・1998・2005年の『青田御料野馬土手』の発掘報告書があり、別に、関係は不明だが西原に字御立山がある。
柏市、県道7号我孫子関宿線花野井木戸交差点北東に花野井の牧士旧吉田家住宅が現存し、柏市が2009年より公開している。南東の宿連寺バス停にある土塁は関係が不明だが、『安田論文』の地図には不鮮明ながら付近の木戸を示す記号があり、南側に字木戸ノ内がある。吉田家住宅は迅速測図でも確認できる。
旧十余二の大山台モラージュ柏の北の町界沿いに、かつての「フ」形の「ノ」に当る土手が残り、北の集合住宅の庭園のような外観を呈している。
大堀川北、高田台牧南縁=旧高田村集落北縁には、西から東へ、流山市成願寺東の南北方向の流山・柏市境2010年発掘－柏市高田聖徳寺との中間に約90メートルずつ2箇所、熊野神社－満徳寺に断続的にかつての過半の約700メートル野馬土手が残る。さらに先、柏市立柏第四小学校の東、国道16号の切り通しに、台地の縁の二重の野馬土手と堀の断面が見られる。東の延長線上、国道の東、トイザらス駐車場の南の土手は、トイザらス開業以前の空中写真で該当場所の樹木が高いこと、土手上に樹齢20年以上の樹木があることから、一部は野馬除土手の特徴に一致する。トイザらス前の道の東では一部二重の部分もあるが、野馬土手とは断定できない。東、香取神社東には残っていない。

## 中野牧
中野牧（なかのまき）は現在の松戸・柏・鎌ケ谷・白井の各市におよび、初富・五香・六実と三分して開墾されたこと、一本椚牧を吸収したことが示すように、享保の縮小後も、小金牧中、最大の牧であった。縮小前の牧の範囲については、『宮本2012』にあるが、図によって初期の牧の範囲には多少の相違があり、初期の範囲の厳密な特定の難しさを示す。
幕府は中野牧の馬を将軍の乗馬に用い、将軍が鹿狩を行い、幕末にフランスから将軍に贈られたナポレオン三世の馬を飼育するほど、中野牧を最重視した。享保以降、金ヶ作陣屋が置かれ、下野牧とともに幕府直轄となった（後述）。松戸市小金原は中野牧のごく一部である。将軍の鹿狩のため、国立公文書館等に多くの資料がある。
『旧事考』に、縦は東で3里、西で2里、横1里、牡牝約300、捕駒の地が中澤、別に、俗に日暮という幕府騎乗の牧があり、牡牝約300、捕駒の地は金ヶ作とある。
『日本地誌提要』に、下野牧とまとめて、東西凡28町10間、南北凡3里18町42間とある。
1687（貞亨4）年、松尾芭蕉『鹿島詣（鹿島紀行）』に「やはたという里を過ぐれば、かまがひの原という廣き野あり（略）いとあはれ也（略）野の駒所得がをにむれありくまたあはれ也」とあり、日暮れ頃、布佐に着いたことから、市川市八幡から下野牧と中野牧の間、厳密には吸収される前の一本椚牧を通り、印西牧を通過したことになる。
この日の句に、野をよんだ曾良の「花の秋草に食飽野馬かな」がある。
1765（明和2）年、『房総叢書』収録『金ケさく紀行』は、牧監の命で牧馬払下げの証明に関し金ヶ作を訪れた記録で、船橋から市川大野・大町新田を経て金ヶ作に至ること、牧師が日暮に住むこと等が記されている。
1805（文化2）年、秋里籬島『木曽路名所図会』に鎌ヶ谷大仏と、近くの野馬土手と似た土塁と馬がある。
1814（文化11）年、『江戸叢書』収録の釈敬順『十方庵遊歴雑記 江戸惣鹿子名所大全』に、木下の路筋は鎌ヶ谷より白井までのニ里余の間、皆小金原の続きで、馬が何匹もいて、広い野のため、道がいくつあるか知らない旨記され、『木曽路名所図会』とよく一致する。
1825（文政8）年、渡辺崋山は『崋山全集』収録『四州眞景紀行之部』に「釜谷原放牧、原縦四十里横二里或は一里と云、即小金に続くどぞ」と記し、スケッチを残した。
1830（文政13）年、『東都近郊図』には、栗ヶ沢集落の東に「牧アリ」とある。
1845（弘化2）年、前掲『江戸近郊図』には、金ヶ作に「野馬役所」と「牧」の文字、また、根木内近くに「小金原新田」の集落を示す記載があり、小金牧のごく一部である狭義の小金原の地名の存在を示す。鎌谷近くに「カマカハラ」の文字、道ノ辺近くに「一本椚」の集落を示す記載がある。
1852（嘉永5）年、歌川国芳は、あくまで頼朝の狩として、『源頼朝公富士之嶺牧狩之図』を描いており、前述の川柳絵も中野牧を描いた可能性が高い。
前述『嘉陵紀行』の日ぐらし山・五助原・白子は、御囲場があり三方が谷津の日暮・字五助・捕込のあった白子に当たる。谷津と今も一部残る仕切土手によって中野牧内が分けられていたことを示す。
1867（慶応3）年、ナポレオン三世の馬の飼育については該当項目参照。馬の到着前から、現白井市の名主で中野牧の目付牧士川上次郎右衛門ほか30人が横浜に行き、フランス人から飼育伝習を受けたと、白井市『広報しろい』に、5月15日に、野馬奉行綿貫夏右衛門と牧士、ほかに、別当という馬係26人に、伝習御用が命じられたと、『千葉県の歴史』にある。牧士らは、5月18日に横浜に行き、27日に戻って来た時には全員が洋装になっていた。馬の横浜到着は新暦5月29日である。7月27日（旧6月26日）、江戸城大手門内下乗橋外において贈呈式が行われた。
伝習は半年に及んだため、牧士は何度か交代している。片桐一男（青山学院大学）は、中野牧・下野牧の牧士によるアラビア馬の引受けと管理を記している。御勘定奉行『亜刺比亜馬小金表江率移候義ニ付申上置候書付』、1867（慶応3）年7月小金原続村々『乍恐以書付奉願上候（外国之馬茂小金牧江放被遊候風聞之儀ニ付）』の文書が残る。
1868（慶応4）年、『千葉県の歴史』『広報しろい』によると、1月22日と3月の2回に分けて、ナポレオン三世の馬26頭のうち、23頭が江戸から五助木戸御囲、正式には中野牧厩詰用所に移された。26頭の内訳は、1888年、農商務省農務局『輸入種牛馬系統取調書』によると、牡11頭・牝15頭、2頭は将軍の馬として江戸城に留められ、移送前か後かは不明だが、2月18日に1頭が病死したため、3月に中野牧厩詰用所での飼育が開始された馬は23頭である。馬は高木村に建てられた厩舎で、外国人2名の下、すべて洋式で飼育されたと三橋彌が記している。中野牧厩詰用所には、囲い場、厩、詰所があった。五助木戸御囲とあり、五助木戸の北側は享保期に新田となっていたため該当しない。東は五香を経て五香六実村さらに高木村になったが、御囲ではなく該当しない。西は金ヶ作で該当する可能性は低い。南の区画は、除外する要因がなく、字御立場の南は字御囲で、厩舎の場所として最も整合性が高い。現在の陸上自衛隊五香駐屯地で、駐屯地内を横切る松戸・鎌ヶ谷市境にあった道付近の可能性が最も高い。4月には、襲撃に遭い、アラビア馬の一部と洋式馬具が奪われたが、4月28日には無事な馬の一部、牡10頭が江戸に収容された。元々、牡馬が11頭のため、略奪はごく一部で、また、中野牧での飼育もこの頃までである。

### 鹿狩・鷹狩
将軍の鹿狩については小金原御鹿狩参照。鹿狩は、将軍の権威を広く知らしめる軍事演習であり、新田視察、害獣捕獲の側面もあった。大規模なもので、1825（享保10）年から、吉宗2回、家斉・慶喜同行の家慶各1回が行われた。寛永期の家光の鹿狩の伝承は、小規模だったらしく記録が定かではない。家斉の狩の前には中野・下野両牧の馬は下志津の六方野境田に囲土手を作り集められた。下志津、六方、木戸場については下野牧に記す。
松戸市陣ヶ前は諸説あるが、武将の休憩所＝陣に因むとされ、本来は国道6号線の陣ヶ前交差点から約1キロメートル東、陣ヶ前公園近く、西木戸第１公園等の北、国道464号線沿いである。
鹿狩の時の将軍の御成道の松戸宿から後は、千葉大園芸学部・徳川昭武屋敷戸定邸下－鮮魚街道（ほぼ国道464号線・県道281号線）－陣屋前－後述の御立場である。みのり台駅付近では道筋が変化している。陣ヶ前からみのり台駅付近の道の南側には、御成道の土手が築かれ、ごく一部は21世紀初めまで残存した。当時の絵図に土手上の道はあるが、道沿いの土手はなく、土手上が御成道である。本来、御成道の土手は野馬土手ではないが、陣ヶ前付近に字野馬木戸がある。2010年現在、松戸市立和名ヶ谷中学校近くのスクランブル交差点横の空き地と、北の交差点近く、土手の南にあったはずの庚申塔が土手の幅と位置を示すだけである。中学校前の道は鉄道連隊の軌道跡で、土手を縫うような線路の敷設を示す。
金ヶ作五本木には、享保・寛政の鹿狩の際、要員の小屋が建てられたことが『大狩盛典』の資料にある。金ヶ作の北部に当たり、近くに字騎射立場がある。
家慶が鹿狩を指揮見物した御立場（おたつば・おたちば）は、五香駅南の松飛台に陸軍管轄の飛行場の障害として撤去されるまであった。迅速測図には猪見塚（ししみづか）とある。五香公園に碑があり、少し離れて御立場バス停（松戸新京成バス）、御立場商店街がある。
1805（文化2）年の『江戸近郊御場絵図』によると、松戸市和名ヶ谷・日暮・河原塚から南は天領小金領で、牧に隣接して、将軍家の御鷹場葛西筋になっており、また、水戸家の鷹場との境には杭があった。
松戸市によると、1900年12月、慶喜と昭武が小金で狩を行い、かつての鹿狩どころか、鷹狩とも比肩できないほど小規模であるが、記録に残る中では、最後の将軍と最後の水戸藩主の小金原での最後の狩である。

### 捕込
初富駅西に北西が上の一辺約400メートルのK字の土手があった。その南、後述のV字の北東角との間に捕込があった。国道464号線南、鎌ヶ谷市中沢と初富本町の境に位置する。小金牧で唯一、形状を保ち比較的良好に残る捕込で、周囲の大込の土手も一部残る。迅速測図欄外に見通松と同様の捕込土手上の一本松の記述がある。白子の捕込とも呼ばれ、南側は字白子で、「白子」がつく公園が複数ある。
東2キロメートルに残る後述の勢子土手とともに「下総小金中野牧跡」として、牧に関する遺構の中で、2007年、初めて国の史跡に指定された。国の重要文化財には上野牧で記した旧花野井家住宅が先に指定されている。捕込は牧の最重要箇所であるが、中野牧のごく一部である。詳細は『国史跡下総小金中野牧跡保存管理計画書（案）』（以下、鎌ヶ谷市計画書）参照。中野牧だけでなく、小金牧全体に関する詳細で貴重な資料で、鎌ヶ谷市内の土手に詳しいが、くぬぎ山駅付近では正誤二種類の地図が掲載され、多少の土手の見落としもある。駅付近の土手の形状が「ヒ」形が誤、「と」形が正である。
捕込は南南東を上にして幅広の長方形を積み上げたような「品」形で、北東の区画が狭義の捕込、北西の区画が溜込、南の区画が払込である。狭義の捕込の北と東の土手は失われ、内部は私有地となり、県の史跡ではあるが、国の史跡からは外れている。『鎌ヶ谷市計画書』に、国道の北側まで捕込の土手があったとする図があるが、道自体は小金牧時代からあり、明治期の地形図に道の北側に接して大込の土手があるため、道の北側まで捕込があったとする記述とは矛盾する。鎌ヶ谷市『国史跡下総小金中野牧跡』のリーフレットでは、道が捕込の角だけを削った形で範囲は小さくなっているが、削られたのは道の拡幅による分だけで、捕込は道の南半分程度までだったことになる。溜込は西半分が失われほぼ東半分が国の史跡に含まれ、払込の土手はほぼ完全に残る。
Kの縦線の跡は道で、明治期の地形図では南端が「し」型で、Kとともに一区画を形成している。東へ延びたKの一部が残り新鎌ヶ谷駅からも見える。土手と谷津が捕込の周りの大込を形成していた。Kから続いた土手の林が2010年に失われたが、初富稲荷と先の私有地内に残る。さらに谷津頭の鎌ヶ谷市立鎌ヶ谷小学校にも続いていた。Kの／も残る。

### 地誌

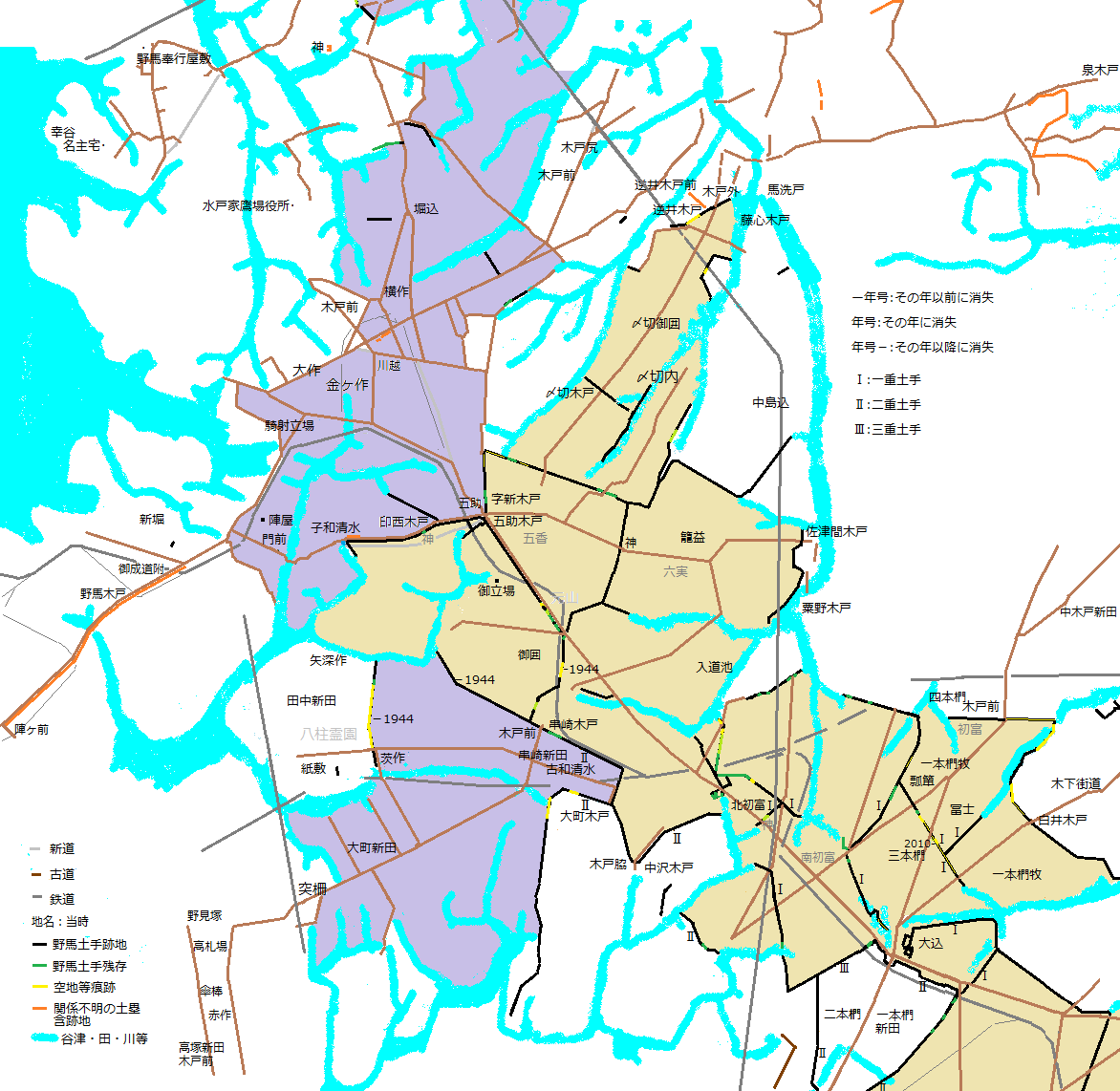
中野牧

迅速測図が他の牧より正確で、土手が明示され、広大でありながら存在した土手の位置・形状がよく判る。土手が現旧市町村境界の所、土手沿いまたは土手を縫うように鉄道連隊線路が敷かれ、後に新京成電鉄新京成線を経て京成松戸線になった所が多い。新京成線に曲線が多い理由とは別に、線路敷設の場所には野馬土手の影響が大きい。新京成線では旧称金ヶ作の常盤平・初富間の各駅が牧跡にある。明治の一時期、下野牧を中心とした習志野原御猟場になった場所もあり、地名は『千葉縣御遊猟場全図』も参考とする。
今の常盤平を含む金ヶ作に、将軍の乗用馬等優良馬確保のための囲い「御囲場」「御放馬囲」が設けられ、完全な「野馬」ではなく、多少、集約的に運営された所もある。
享保期、御囲の江戸側に中野牧・下野牧を管轄する金ヶ作陣屋が置かれ、幕府牧の内でも、将軍直属の牧となり、その中核となった。御囲・陣屋は『嘉陵紀行』の日ぐらし山に当たる。
八柱日暮近くの陣屋前に陣屋跡の碑がある。迅速測図では門前とある。『江戸近郊御場絵図』に金ヶ作御陣屋が示され、『北総詩誌』に「金作村有大君駐駕趾、寛政中所構云」とある。1725（享保10）年の鹿狩を描いた『享保乙巳小金御成道之図』に陣屋前の道をさえぎる形の木の柵、陣屋裏東、牧に入った所に「放馬囲之門」があり、陣屋裏に中野牧内の御囲の一つがあったことを示す。『旧事考』の幕府騎乗の牧とよく一致するが、『寛政御狩場御夜勢子立切内明細図』では、陣屋裏の御囲が「日暮御林」となっている。『古事類苑』収録『小金御狩記』に、御狩場の原は享保の昔は中の御牧といったが、寛政の頃、二つに分け土手を作り、南部（地方）の馬を放し飼いにしたため、御囲の御牧と称し、御立場のあたりは御囲の御牧、後述の五助木戸より東は中の御牧、この木門より南に350間あった土手を崩し御囲中野一つ牧とした等の記述があり、御囲と土手に変遷があったことを示す。
『享保乙巳小金御成道之図』の完成は1849（嘉永2）年であるが、同時に作成された『享保乙巳小金中野牧御鹿狩之図』では、土手の位置等が享保以前のものであり、図によれば、享保10年には陣屋があった。狩の要員の小屋の配置を記した『享保五本木小屋場之図』では、「金ヶ作小宮山杢之進陣屋」とある。1847（弘化4）年『東都郭外美知志留辺』の・で示された小金原は陣屋に当たる。
陣屋跡近くに子和清水と三井不動産系のユニディがある。子和は迅速測図から大正期の地形図には古和とある。串崎新田、庄内牧、酒々井の古和清水、下野牧の子者清水は、いずれもコワ清水とよみ、養老の滝様の伝説がある。船橋に古和釜があり、コワ＝強で枯れないの意とされる。一茶が来た確かな記録がないが、子和清水には前述「母馬が」の句碑がある。
陣屋前から北の道沿いに、金ヶ作、鹿狩の際の要員の小屋が建てられた五本木、騎射立場、小作、旧高木村の道路元票があった小作台の字がある。関係は不明だが、小作台の東、千葉県立松戸特別支援学校前のローソン裏のコンクリート壁の所にかつて土塁があり、特別支援学校前にも堀跡のような雑木林がある。西に大作、北西に木戸前、北に横作の字がある。
初期の牧は、北西部では、水戸家役所より北、小金宿付近、北東部では県道51号の北にまで及んでいたが、元禄期までに栗ヶ沢・千駄堀・金ヶ作等の集落ができ、北端は集落の南になった。金ヶ作西端には共に天明年間創建の熊野神社と祖光院があり、新田集落の存在を示す。『享保小金原御場絵図』には集落の南が牧の北端として示され、また、金ヶ作に「四十里水場」がある。
入植直後に合併した五香と六実の境の六実側、鮮魚街道に面し、高お（雨冠に龍・多くはオカミと読む）神社があり、境内に開拓百年碑と香実会所跡の碑がある。開墾地の鎮守が五香六実では高お神社一つであることも、五香六実の合併が入植後間もないことを示す。五香・六実の境界は、間にあった土手の東の道沿いである。神社東方に字籠益がある。籠は菱川大観『奉峯館文集・始観執駒記』に捕込と同じとあり、升と同訓の益は囲・捕込を指し、籠益は御囲か捕込、または、両者を示す。捕込の場合は、途中で廃止された捕込に当たる。
陣屋の東、子和清水から東へ、鮮魚街道南側を通り、五香駅東にあった後述する五助木戸まで土手があった。途中、金毘羅神社境内北側に残存する。常盤平駅の旧称は金ヶ作駅で、南側の一帯が、谷津と土手で囲まれた前述の日暮御囲に当たる。『享保乙巳小金中野牧御鹿狩之図』に、金毘羅神社付近から北西に延びる土手と土手が街道を横切る所に印西木戸があり、享保以降、印西木戸から五助木戸へ移設されたと考えられる。区画の南側、削られた台地は初富飛地で、千葉県立松戸国際高等学校やかつての自衛隊官舎等、公有地が多かった。
五香十字路の西、千葉県道281号松戸鎌ケ谷線の北に、旧道である鮮魚街道が残る。鮮魚街道が五香駅の南で線路に突き当たる付近、字五助に五助木戸があった。京葉ガスによると、木戸は小金の名主五助の管理であった。十字路はかつて北の千葉県道57号千葉鎌ヶ谷松戸線が西にずれており、鮮魚街道とともに旧道が駅の東に残る。十字路の東が字新木戸で、五助木戸が新木戸であることを裏付ける。1794（寛政6）年の家斉の鹿狩に関する『寛政御狩場御夜勢子立切内明細図』でも、印西木戸がなく、五助木戸があり、木戸の移転を裏付ける。
三遊亭圓朝『真景累ヶ淵』の速記本に、小金牧・生街道・五助街道の名があり、当時の知名度を示す。偶然の可能性もあるが、真景累ヶ淵の登場人物の一人は今も鎌ヶ谷に多い姓である。土手は、五香十字路北東の道の東の五香・常盤平境界の約100メートルと、北東の柏・松戸市境と市境の延長線上、ベルクス五香店北から旧ダイエー・オウル駐車場北に良好に残る。駐車場北西部の木戸跡は、北東の高柳新田への道の木戸跡である。近くにバス停元木戸、北に高柳新田通小屋の字があるが、後者と牧との関係は不明である。土手は、さらに屈曲しながら、松戸六実高西にあった谷津頭や松戸市立六実小学校東のほぼ松戸・鎌ヶ谷市境を通り、大津川の谷津まであった。また、南の谷津の西側沿いには、佐津間木戸、粟野木戸、粟野字西側に続く土手があった。六実駅東の弓字形の市境は土手の位置と一致する。
松戸六実高西の谷津頭で谷津の両側に土手が分岐、谷津の北の土手は長く延びていた。西隣の谷津跡に当たる松戸市クリーンセンター西の高柳新田野馬除緑地に土手が残り、サラブレッド様の馬のレリーフがある。子馬も描かれているが、近くの御囲の厩舎で飼養されたアラブ馬に見えないこともない。土手は、前述の籠益に近く、〆切内・〆切外の字があり、寛政の鹿狩の図の中野〆切御囲跡と考えられる。周囲の土手に〆切木戸、逆井木戸、藤心木戸、隣接して高柳木戸があった。谷津の北の土手から千葉県立柏陵高等学校方向の分岐があった。
牧の北東部、柏市酒井根下田の森に二重の野馬除土手が残る。さらに東、柏市立光ヶ丘中学校東に短く、コンクリートで覆われた土手があった。旧小金町飛び地と旧立野村の境で、大正9年の道標があり、土手跡の特徴と一致する。
柏市南増尾クリーンプラザ裏から西、南増尾・逆井境沿いに土手が断続的に残る。逆井駅東から西へ、逆井木戸、木戸尻、木戸前の字があり、馬を捕えた「とったり庄兵衛」が付近に住んでいたとの伝承がある。旧土村東部の土塁や堀は中世の城館に伴う遺構で、付近の馬場等の地名は増尾城に関連した可能性がある。当牧東部、南増尾地区は享保期に新田となり、迅速測図に増尾新田、今もバス停増尾新田がある。クリーンプラザ北、県道51号北、道と直交する低いが幅の広い、断面が台形の土塁は2010年10月に失われ、土止めのコンクリート壁と歩道のわずかな盛上がりが残る。増尾駅西に千葉県立柏南高等学校仮校舎があった字増尾木戸がある。
柏市逆井・藤心境の土手跡に土地の段差が残り、藤心に字木戸外がある。南東、土手を貫いて作られた東武野田線高柳駅車両基地付近、旧沼南町・柏市境に、土手が残る。土手は本来、コ字形で、外側の台地上が牧であったが、谷津に面した土手の内側も明治期の地形図に集落はない。付近に字中ノ牧がある。
日暮・金ヶ作と谷津をはさんだ南、田中新田にある東京都立八柱霊園は、東以外を谷津に囲まれ、東の土手が霊園の東縁となった。土手は現在わずかに残る北端以外、飛行場となったために、1944年までに削られ、霊園内の区画に跡を留めるのみだが、跡にサクラが植えられ、春には花の土手があるような遠景を呈する。北に矢深作、南東に茨作、霊園南西の千葉県立松戸秋山高等学校西に馬乗場、北に木戸場、紙敷に馬原作、南西、市川・松戸市境に突柵（くぐりませ）の字がある。
松戸市によると紙敷の松戸市立松戸高等学校南に野馬除土手が残る。『享保乙巳小金中野牧御鹿狩之図』に紙敷圍の文字があり御囲の存在を示す。八柱霊園の南西部分の紙敷にかかっている辺りから土手が残る付近が御囲の場所と推定され、享保期の鹿狩之図にも御囲に当たる土手が描かれている。松戸市秋山牧之内、八柱村道路元票設置の紙敷木戸場、高塚新田木戸前、同隣接地の市川市に木戸口遺跡等の地名が残る。
両側に堀のある一重の土手が、五香十字路の南、県道57号沿い西側の松戸駐屯地内に、一部、形状を保った土手跡が約250メートル残る。新京成線踏切の南東の鎌ヶ谷・松戸市境の県道の僅かな屈曲点、オウル脇からの土手との合流点に、ごく短い土手が残る。南は駐屯地内の「さくら通り」からくぬぎ山駅にあった。県道西の土手は、寛政の鹿狩の図で「切抜土手」とある。新京成線西の駐屯地内の松戸・鎌ケ谷市境は道跡、付近の新京成線もほぼ道跡だが、少し道がずれた跡が踏切西の駐屯地の形に残る。駐屯地西の松飛台のほぼ北半分が字御立場である。
くぬぎ山駅西口階段の所で東からの土手に合流し、二度折れて、南西の松戸・鎌ヶ谷市境の鋭角地点へ続いていた。ここに分岐があり、北西は、松飛台十字路で少し北へ折れ西の谷津まで、東は、串崎木戸の東へ続いていた。木戸付近には土手の屈折等があった可能性がある。串崎木戸の南が串崎新田字木戸前、その南が古和清水で、木戸の北は本来の串崎新田ではない。松飛台の土手は1944年には失われていたが、土壌の色の違いによる痕跡から位置が判り、土手の土は他から運んだと考えられる。駅西口の土手は1974年まではあったが、新京成電鉄本社が建ち、近くの公園西の土手と土地の境界以外は痕跡もない。松飛台のほぼ南半分が字御囲で、駐屯地西にバス停御囲があった。字としての残存から、最後まであった御囲で、付近に、前述、ナポレオン三世の馬を飼育した厩舎があったと考えられる。
土手は、東へ本線の南と車両基地の市境を通り、串崎新田南東で分岐していた。東は、南東－北東と折れるV字状で、Vの頂点に中沢木戸があった。車両基地西のやや良好に残る土手は、元は二重の野馬除土手で、鎌ヶ谷市側の堀と小土手は失われた。鎌ヶ谷市中沢に字秣（まぐさ）場がある。
西の分岐は古和清水近くまで串崎新田を半周、大町木戸があった。初期にはさらに、市境を南へ鎌ヶ谷市のゴルフ場・市川霊園間を通り、鎌ヶ谷市中沢字大木戸に延びていた。市川霊園東縁の北端付近の約200メートルのコンクリート塀のある土塁が、1940年代まで地形図に記された土手跡で、さらに、南と北に土手跡が残る可能性もある。
迅速測図の鎌ヶ谷市域の土手にある記号のイは一重の勢子土手、ロは二重、ハは三重の野馬除土手を示す。
捕込の北東、旧粟野村集落は北の谷津と南の土手で囲まれた典型的な野付村で、今も消防署北、県道両側に残る土手の北側の古くからの村落と南側の再開発地の町並みの違いが判る。『田中村誌』に粟野の入道池という手賀沼の水源の記述があり、昭和初期の地形図に入道池の記載がある。入道溜交差点付近にあったと考えられる。
鎌ヶ谷駅北東の谷津から南、鎌ヶ谷駅南東の旧道野辺村北東の囃子水公園の谷津の単列の土手の一部が公園の縁に残る。旧道野辺村は谷津以外と、囃子水公園の谷津から延びた三重の土手で囲まれた野付村だった。
大仏の西で、二重土手が牧と、木下街道が通る旧鎌ヶ谷村を分けていた。

### 一本椚牧
一本椚牧は中野牧の南の部分で、ほぼ初富と初富の土手が延びていた白井市の隣接する部分と考えられる。『享保小金原御場絵図』や『鎌ヶ谷市計画書』掲載の享保期の図に一本椚牧、壱本椚牧、中野一本椚野馬押込場があり、少なくとも地名としては享保期に残っていたことを示す。中野牧の捕込も元々は一本椚牧の捕込だった可能性があり、少なくとも中野牧と一本椚牧共通の捕込としての認識を示す。西側に前述の初富小学校西の勢子土手と、さらに西に粟野に続く谷津があり、どちらかが一本椚牧の西縁だったと考えられる。『旧事考』付図や『江戸近郊図』に、鎌ヶ谷大仏の北東、粟野付近に一本椚の地名があり、一本椚牧は今の三本椚近くの旧一本椚村と関連する名称と考えられる。
『旧事考』付図には近くに瓢箪サクの地名と池の図があり、白井市冨士のすぐ北、鎌ヶ谷市瓢箪付近と考えられる。佐津間の瓢箪池は『田中村誌』に手賀沼の水源の一つとある。鎌ヶ谷村道路元標は延命寺前付近に当る字一本椚に置かれ、一本椚のつく公園が鎌ヶ谷五〜七丁目にあり、中野・下野牧間を通る木下街道の東に一本椚と記した昭和期の地形図もあるが、付近は鎌ヶ谷大仏が置かれたことでも判るように牧外で、厳密には、北東の一本椚村によって開かれた一本椚新田と考えられる。競馬学校は一本椚牧の北東端に当たる。北に中木戸、木戸前、東に白井木戸（新田）の字がある。
土手は、鎌ヶ谷市市制記念公園東から、折れ曲がりながら、鎌ケ谷市立初富小学校西、稲荷前三差路へ続き、さらに、水飲み場だった鎌ヶ谷大仏北の池へ続いていた。小学校西に土手が良好な状態で残り、前述の史跡に指定された。三差路近くの土手は今世紀初めまで残っていたが、道路が拡張され四差路となった時に失われ、跡は歩道のベンチと植込みになった。少し南では土手が残る。池は『享保小金原御場絵図』の丸山溜に当たる。小学校北東の南西への分岐の一部が、白井市冨士に残る。
中野牧・下野牧の牧士は両牧を担当していたことなど、鎌ヶ谷市に、下総小金中野牧跡、北初富の開墾五十周年記念碑、下総牧開墾局知事北島秀朝等旅宿看板、五郎兵衛から彌までの牧士三橋家の墓地、魚文の句碑、官軍兵士の墓、鎌ヶ谷大仏、牧士清田家の三代勝定が将軍から下賜された悍馬が帰途暴れたため切り殺したことに因む駒方大明神、牧士清田家の墓地の解説と写真が、白井市に牧士、冨士の野馬除土手の解説、松戸市立博物館、鎌ヶ谷市郷土資料館に牧に関する展示がある。
『牧跡』の地図は参考としない。

## 下野牧
下野牧（しものまき）は、北部の船橋市二和・三咲のほか、南部の「習志野」も含み、現、鎌ケ谷・船橋・八千代・習志野・千葉の各市（旧葛飾郡から千葉郡西部の一帯）、東京湾近くに及ぶ広大な牧であった。初期には市川市東縁に達していたと考えられる。現在、新京成線では二和向台〜習志野の各駅が牧跡にある。南部は、明治期に農地とならず習志野等の軍用地となった土地があり、『千葉郡誌』によると、千葉市域の一部では、旧長作村名主武左衛門による請願の結果、地元民による開墾が認められた。一時期、習志野原御猟場となった土地もあり、開墾の番号順の地名でない土地がある。騎兵学校が置かれたため、明治以降の輸入馬ではあるが、明治以降も軍馬育成が本格的に行われた牧である。
成田街道（佐倉街道）が通り、江戸から多くの成田山参詣者が通過した。
1798（寛政10）年7月26日のこととして、前掲『成田の道の記』に「小金つづきの原というを廿二丁も過ぎ」とある。
1816（文化13）年、前掲『十方庵遊歴雑記』に、牧は、舟橋の東、昌伯（しょうはく）村過ぎにあること、牧の出入口に東西とも番人がいること、路傍に尺角の柱があり、夜は貫を通し馬が出ることを防ぐこと、街道が牧を通るのは26町、牧内は禁煙、積雪時には近郷に一軒より藁三束を馬の餌としてちらすよう号令があること等の記述がある。
歌川広重『東海道余興と成田道中』収録の『下総成田道中之内小金原』は前後の図から、下野牧におけるものと考えられ、旅人と野馬3頭が描かれている。船橋市では、『富士三十六景』の『下総小金原』も下野牧におけるものとしている。
1851（嘉永4）年、12月16日、宮部鼎蔵は舟橋駅を出た後のこととして、「牧馬両三相戯、是為黄金原」、さらに、大和田を抜け、「出駅数里、路上見碑、江戸人古張女題俳□歌曰、ハル駒ヤココモ黄金ノ原ツツキ、此句信不欺我也」と記している。この数日後、鼎蔵は吉田松陰と水戸で合流、東北へ同行する。
大和田付近では大和田原とも呼ばれ、前掲『東都郭外美知志留辺』には小和田原牧、また、薬円臺の表記がある。
1869〜1972年の東京移住窮民、近傍移住窮民、授産処分を受けた窮民は、二和83戸376人、1戸4人、74人、三咲83戸249人、36戸62人、194人である。前掲『開墾地移住経営事例』によると、二和・三咲で残った移住者は、東京府15戸96人、長野県5戸29人、埼玉県5戸28人、県内190戸1401人、自作農または土地所有者は127戸である。土地所有者には約6ヘクタール以上の1戸、約5〜6ヘクタールの2戸、約5アール以下51戸を含む。開墾会社は西村軍次（司）らによって設立され、経営は西村重介に引継がれた。
1871（明治4）年5月、兵部省が要望を出し、陸軍演習場が設けられた。
1873（明治6）年、天皇が、西郷隆盛らを伴い『下総国大和田辺ヘ行幸繰練天覧』のため訪れ、『下総国大和田原ヲ習志野原ト名ケ練兵場トス』ることとなった。廃止後ではあるが、下野牧は、天皇の野営という歴史を持つ。天皇は野立で演習を見たが、『下総国習志野原大調練天覧之図』には、中野牧の御立場に酷似した小山、近くの谷津の形に似た煙、近代軍事演習でありながら鹿や猪を追う兵士が描かれた絵もある。
1874（明治7）年、『勧業権頭下総鎌ヶ谷村以東当寮蓄馬放飼の処御省練兵場開設に付捕馬立入の件』『小金牧之内大野牧捕馬派出官員到着に付野営へ御通達の件』は、未だ野馬が残っていたことを示す。後者の本文では下野牧である。
1881（明治14）年6月28日、佐倉牧の捕込を含め『千葉県下下総国ヘ種蓄並馬耕天覧之為行幸』があった。
同年、『千葉県下習志野近傍ニ御遊猟場ヲ設ク・二条』があり、『千葉縣御遊猟場全圖』によると、牧の一部が区域が指定された。
1883（明治16）〜1921（大正11）年、『広報ならしの』によると、陸軍演習場も含め、下野牧南部が習志野原御猟場に指定された。
1884（明治17）年『千葉県下御猟場ノ区域ヲ広ム』では、複雑な境界を整理し、瀧台新田－前原新田は東葛飾郡との境まで、前原新田－長作村は東金街道まで、となった。
1890（明治23）年、『成田土産名所図繪』等に、習志野演習場入口付近を「旧小金原」と題し「陸軍練兵場」とある角柱を描いた絵がある。
1891（明治24）年『千葉県下千葉郡豊富村外三ヶ村御猟場ノ名称ヲ解除ス』で、豊富・白井・風早・手賀の各村は解除された。指定後も拡大と縮小があり、常に下野牧全域または南半分が御猟場だった訳ではない。『恩師乃木院長』に、乃木希典が学生を連れ、地元の多数の猟師の補助の下、狩を行った記述があり、つてがあれば、華族でなくとも狩が行えたこと、地元の猟師の存在が判る。
同年、3月25日、正岡子規が牧跡の成田街道を通過、『隠蓑日記』に騎痩馬とあり、『かくれみの句集』の句とともに、馬による旅客運輸の存在を示す。句を示す。
馬の背に菅笠廣し揚雲雀
馬の背に手を出して見る椿哉
馬の背に雲雀は高く麦低し
陽炎や草の中なる馬のくそ
馬ほくほく吹くともなしの春の風
菅笠の影の細さよ原三里（一作。笠の影の細うなりけり原三里）
1920（大正9）年『第三十二期歩兵生徒習志野原野営演習記事』に下野牧を佐倉七牧とする誤った伝聞と、演習場を囲む土手の記録がある。堤防として、駒止谷沿いの土手を記録している。

### 捕込
『旧事考』に、捕駒の地は鎌ヶ谷、別に幕府騎乗の牧があり、捕駒の地が神保とある。船橋市神保町に牛ヶ作、金堀、南西に大穴、海老ケ作の地名がある。
捕込の一つは中野牧のすぐ南、鎌ヶ谷大仏交差点東、字大込にあり、迅速測図でも確認できる。地形的に捕込に適し、金ヶ作陣屋・江戸との交通の便が良かった。『成田名所図会』に捕込での捕馬の図解があり、笠をかぶって帯刀し鞍を置いて馬に乗る牧士、蓑笠を着け竿か棒を持った勢子、土手上の指揮所と見られる小屋、見物人、三軒の店等が描かれている。捕込の前に馬を追い込む囲土手があり、大込の土手に当たる。込・払場・種馬入場・小屋から成る捕込の平面図、馬が谷津の道を通って移送される図もある。捕込は戦後の空中写真でも2区画が視認できるほど、ほぼ完全に残っていたが、現在土手のほとんどは小道等となり、一部の痕跡だけが残る。捕込に続く土手が、付近の鎌ヶ谷・船橋市境、船橋市の突出部分を分ける位置にあった。大込は捕込の東に接した囲土手である。
『旧事考』の幕府騎乗の牧の神保の捕込は、地名、迅速測図、明治期の地形図、現在も一部残る土手、牧の範囲から、船橋市神保町の南、大穴町の北、三咲町の三咲神社付近にあったと考えられる。南西のバス停「海老ケ作」のある六差路近くに野馬土手が残り、交差点には、夜、締切る木戸があり、錠場から転じてジョッパと呼ばれていた。

### 薬園台
現薬円台では、享保の改革に伴い、成田街道沿い牧の江戸側、船橋市郷土資料館西に丹羽正伯と薬種商桐山太右衛門がそれぞれ土地を得て薬草園を設けた。薬園台参照。薬草園は幕府直営との説もあるが、長崎大学薬学部に、薬園は幕府の許可を得た私製のもの、『千葉郡誌』『地方資料小鑑』にも、幕府から15万坪の土地の払下げを受けて設けたとある。「御薬園」と呼ばず、正伯自身も含め、薬園の奉行等の職制、正伯の死後の幕府への返還、次の管理者の赴任の記録がなく、直轄ではないことと一致する。薬草園は太右衛門の死去もあり、後に廃止、ほぼ全域が正伯新田となった。1919（大正8）年、東京女子高等師範学校附属高等女学校『遠足の栞』に薬草が栽培され、採取もしやすい旨記述がある。『旧事考』付図には成田街道北側の西に薬園台、東に正伯、明治期の地形図では薬園台旧称正伯の表記がある。太右衛門も15万坪の薬園を開設、明治期の地形図で習志野の演習地西隣、成田街道の南北に、ほぼ15万坪ずつの農耕地があること、各地図で街道の北に「正伯」とあることから、北が正伯、南が太右衛門の薬草園、また、薬草園の西が初期の下野牧西縁と推定される。旧馬加村の幕張駅近くに青木昆陽がサツマイモを栽培した地があり、薬園とともに享保期における牧の南西部の開発を示す。
薬園台より西の船橋市立二宮小学校によれば、かつては同校の南に野馬堀があり、初期の牧は、西にも広がっていたことを示す。

### 地誌

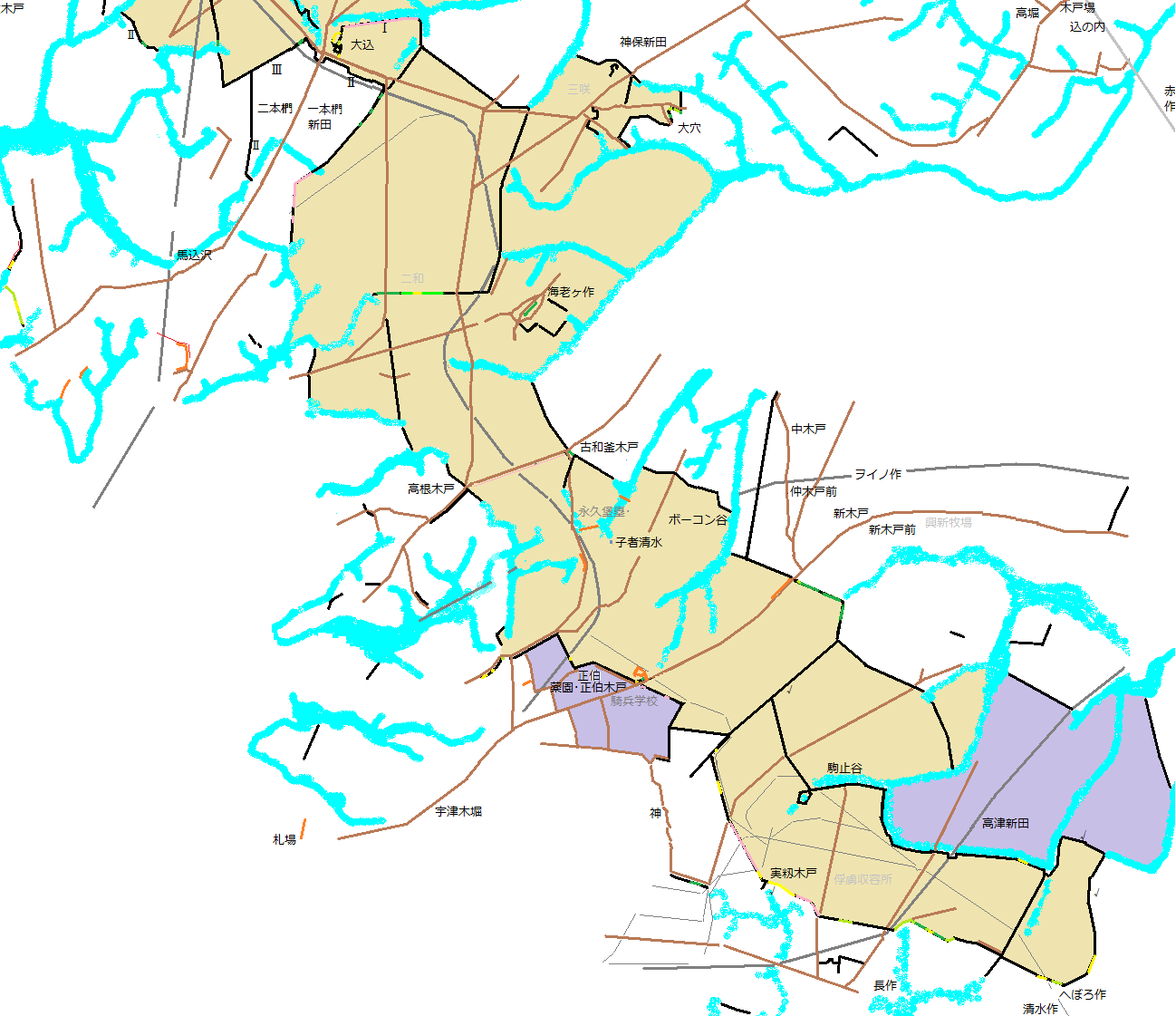
下野牧

鎌ヶ谷大仏駅北の捕込から、千葉市花見川区まで延びる南北に細長い牧で、牧の輪郭は土手と谷津が形成し、はしごの段のように、いくつかの勢子土手が牧を仕切っていた。
捕込近くから南の鎌ヶ谷・船橋市境にあった約1800メートルの野馬除土手のうち、3箇所合計100メートル以上が残る。南端近くに両側に道のある家屋の列があり、土手跡であることを示す。
勢子土手が、二和西の谷津から、東、御滝不動尊金蔵寺を経て、船橋市立二和小学校南にかけ、約150メートル残る。二和小南の道路に中央分離帯のような形で、良く保存された部分からガードレールに痕跡を留めるだけの部分がある。土手の南北で高低差があり、土手が二和の南縁である。両側に堀のある単列の土手で、土手は東へ向かった後、北、西と向きを変え、大込の土手に達していた。三咲駅は旧二和村側にある。県教委によれば、二和小南の土手は字土手際の土手際遺跡だが、2012年現在、地図には、実際の位置から南へ約100メートルずれ、道路を分断して土手が残り、土手上に家屋がある形で掲載されている。
享保以降では、牧の東に当たる、千葉県立船橋豊富高等学校のあるハンノキ作、南の稲荷ヶ作・鶴作台・大作、さらに東、八千代市島田台字木戸場・込ノ内、真木・真木野字瓜ヶ作の地名が残り、初期かその前の牧の広がりが示唆される。
高根木戸駅の西約600メートルに、字高根木戸、東700メートルに字古和釜木戸がある。
古和釜木戸から南に続いていた土手は、公有地の土手の多くが破壊された中で、船橋市立高根台第二小学校は校内の野馬土手を保存し教育に活用しており、ホームページにも解説がある。
高根木戸－古和釜木戸の道から南が、習志野の演習場のため、ここより南には、番号順の開墾地名はない。北習志野近隣公園付近が子者清水跡に当たる。
船橋市立飯山満小学校校門東の道の南側、駐車場の形と切り株に野馬除土手のわずかな痕跡が見られる。土手は何度か折れ曲がりながら南東の、千葉県立薬園台高等学校、船橋市立薬円台小学校、薬円台公園を抜け、船橋市郷土資料館西の斜めの小道の所で、成田街道に達していた。薬園台高－薬円台小は、陸軍敷地となり、土手は戦前に失われた。土手跡の西側が薬園跡で、東側は薬園跡ではない。土手と成田街道の交点に正伯木戸または薬園木戸という木戸があった。薬円台小学校ホームページには、子者清水や薬園に関する資料が掲載されている。資料館東に別の土手が今世紀初頭まであり、1881（明治14）年には存在した牧内の五角形の土塁に続いていた。五角形の土塁は、御猟場事務所が置かれた場所である。事務所の設置が1881年なら、事務所の土塁とするには時期的に不可能ではないが、表記がなく事務所の設置が1881年より後なら、牧に関連した土塁の可能性が高い。関係は不明であるが、上野牧の水戸街道近くの構造との類似が見られる。資料館前には明治期の絵図にもある街道沿いの土手が残る。薬園台駅西の通りが薬園および初期の牧の西縁に当たる。
野馬除土手は、成田街道から何度か曲がり、分岐し、南東の自衛隊駐屯地内を抜け、墓地から南へ続いていた。駐屯地は旧騎兵学校で、敷地が牧跡の内外にまたがったため、土手は敷地内に取込まれ、早期に失われたと考えられる。墓地は旧陸軍墓地で、牧跡・演習場跡にある。土手は、船橋市立三山中学校東から、習志野市立習志野高等学校（市習）前を通り、中学校前に鉄道連隊線があった。県道57号側に側に道のある家屋の列や平坦な緑地がある。市習近くの三差路は旧称「実籾木戸」である。土手は三叉路から東、東習志野コミュニティーセンターと公園前の道を通り京成線まで続いていた。
三山中－市習の県道東側の土手は、1947年11月末までに寸断または失われ、戦後まもなく失われたと見られる。県道の両側に土手があった。コミュニティーセンター前に一部の土手が残る。
市習前では船橋・習志野市境沿いに土手が分岐し、斜面の上の市境の一部に野馬土手の可能性のある土塁があり、台地の縁に沿って曲がりながら、西へ続き、市習の約500メートルほど西、東西に走る船橋・習志野市境の国有地に、途中の分断をはさんで、約50メートルの土手が2箇所ある。東西の谷津を結ぶこと、市境であること、軍用地となる前の迅速測図に土手を示すと見られる線があること、軍用地は土手より北まであったことから、軍の土塁に転用されていた野馬土手と判る。
京成線南東に隣接した谷津頭の東、千葉市作新台の春日神社の石碑に「開有富」とある。南東に、ほぼ小金牧全体の南端の野馬除土手が残る。さらに、土手は、南東千葉市立花見川小学校前交差点から、途中の分岐をはさみ、花見川団地のほぼ外周に沿って続いていた。団地の南に、厳密には小金牧全体の南端の土手跡が80メートル残る。
作新台北に道灌堀遺跡として、隣接して八千代市側に高津新田遺跡として、土手が残る。
千葉市まで達した土手は、習志野・八千代市境に沿い、北の駒止谷（やつ）、陸上自衛隊習志野演習場を通り成田街道に達していた。船橋・八千代市境の土手を含め、比較的良好な状態の土手が残るが、他の土塁との混同に注意を要する。
野馬除土手の成田街道との交点の東の地名は新木戸（にいきど）である。街道と交差する小道沿いにあった土手の位置は、街道南では小道の西側、街道北では小道の東側で、市境も同じ位置にあるが、街道北では、道が八千代市側に拡幅されたため、市境は路上にある。新木戸バス停や八千代市立新木戸小学校もあり、新木戸の地名が縮小後の牧の東縁を示す。新木戸小によると、付近は酪農で発展した歴史がある。昭和40年代まで、秋広牧場、上代牧場、興真牧場があった。陸軍士官学校の地図に、新木戸から街道北側に100メートル以上の土塁がある。迅速測図には2箇所、街道両側に土手の記号がある。初期の演習場の東縁は土手に沿い、牧と演習場の東縁と市境は一致していた。
東、大和田新田・旧大和田村（今の萱田町）の境、今の成田街道大和田新田交差点の南北、食違い状の道沿いに、それぞれ、南北の谷津まで500メートルの土手があった。西が大和田新田のため、享保期以前の古土手と見られる。南の谷津の南と南東のゴルフ場にも、各700メートルの古土手と見られる土手があった。
木戸の北の土手跡にはホームセンター敷地の東に大和田新田野馬土手遺跡だけがある。東に字仲（中）木戸がある。
北、船橋日大前駅近く、坪井5・7丁目間の土手も今世紀初頭に失われたが、船橋市によると駅近くの道路際に一部残る。
以上、下野牧では、野馬除土手だけで、大穴の土手を除いても、合計21キロメートル以上になる。
馬込沢駅のある馬込沢・馬込町は、『旧事考』等に捕込の記録がなく、捕込に因むなら、小金牧以前の地名である。明治初期には近くに短い土手があった。
市川緑の市民フォーラムは千葉県立船橋法典高等学校北、市川・船橋市境の市川市民キャンプ場の土手を野馬土手と推定しており、位置から、古土手に当る。法典高の南の市川・船橋市境に、2009年までは約270メートルの野馬土手が残っており、キャンプ場の土手も野馬土手と推定される。土手は、木下街道付近まであったと推定される。
中山競馬場のある字古作・北の瓜作は、少なくとも、江戸時代以降の土手には該当しない。金杉参照。
小金原御鹿狩の際、東方の六方野に囲いを築き、中野・下野牧の馬を収容したことに関連する地名として、花見川の東、千葉市花見川区に畑町鶴牧、瓜掘込、鳥込（とりばみ）、馬喰作、稲毛区に六方町、四街道市に鹿放（ろっぽう）ヶ丘がある。千葉北インター北に子和清水跡がある。
習志野市の『広報ならしの』連載記事には牧の土地利用状況が判る『実籾村の原風景』等の資料がある。八千代市公式ホームページの「八千代市について」には野馬土手の写真があるが場所は不明である。中野牧・下野牧の詳細な地図については習志野原の変遷参照。茅根という薬草があり、植物の名前を冠した作が多いが、資料中のボウコンサクとの関係は不明である。

## 印西牧

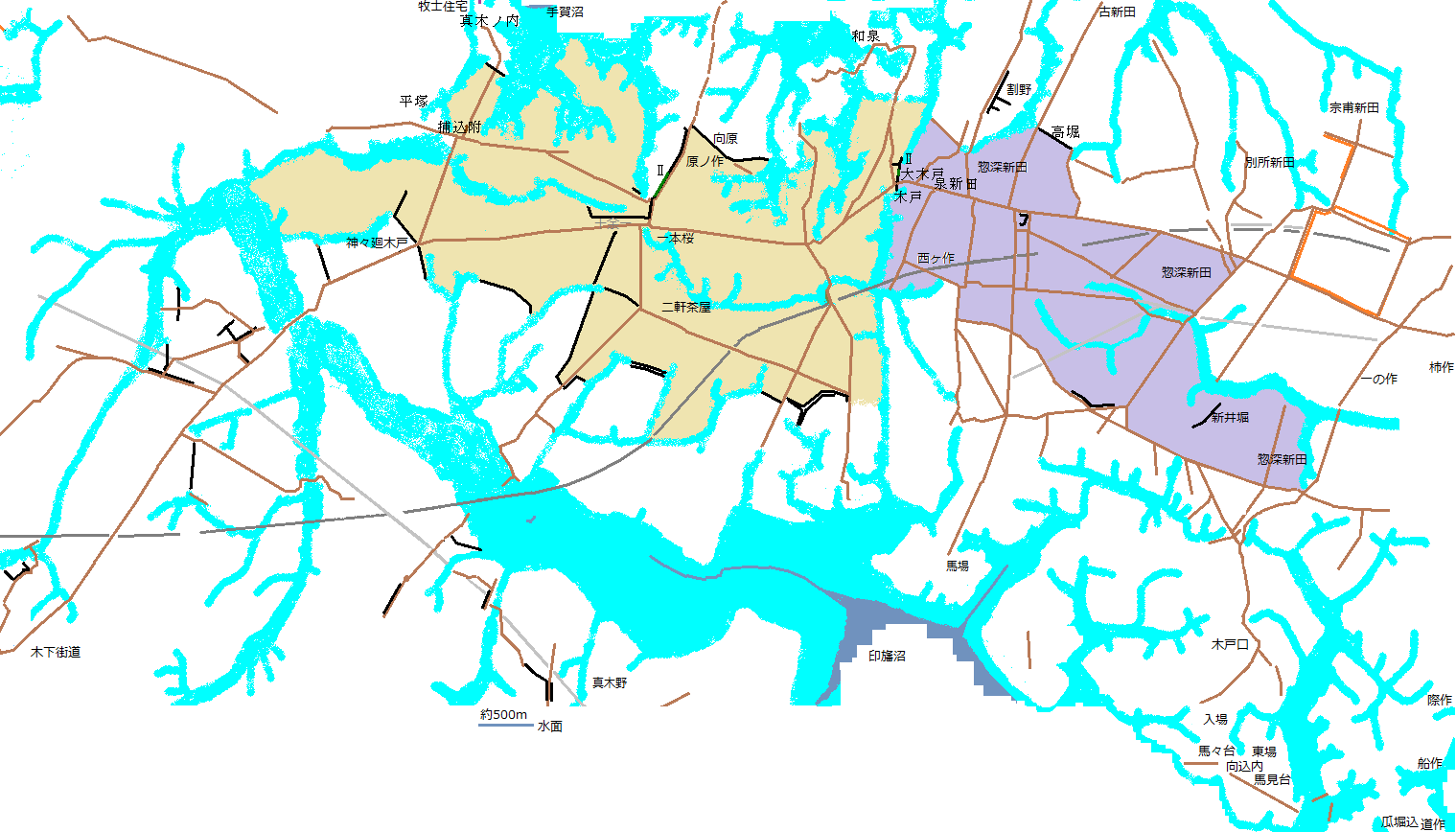
印西牧

他の牧が主に葛飾郡にあったのに対し、他の牧と離れて印旛郡にあった。初期には、現白井市から東は印西市東部、南は印旛沼北岸に及ぶ広大な牧であったが、自然地形の巧みな利用のため土手が少なく、享保以降の縮小、明治以降の農地化等のため、現存する遺構は少ない。木下・鮮魚両街道が通っていたが、紀行文等での記述は少ない。
『印旛郡誌』の木下町竹袋の項に「馬放場 古来呑内也元文年中此近辺作場凶作に付此所に移す夫より自然と田方肥土に成至而宜敷相成候処安永年中より馬放候事疎に成候より田地懸水相永不申可相成候はは野馬込土手丈夫に築廻馬放申度」とある。
牧と直接関係のない場合、同時代と断定できない場合も含め、印旛沼に突き出た旧印旛村平賀に駒込、その北に梅作、漆作の字がある。西はほぼ埋め立て前の印旛沼の北岸沿いに、柳作、榎作（ザク）、エゴ作、宮作、松之木作、クミサク、老作、入堀込（ボッコメ）、道作、瓜堀込（ボッコミ）、隣接して馬見台、向込内（コメノウチ）、馬々台、北に木戸口、船作、際作の字がつづく。
同様に城郭に関する可能性もあるが、小林牧場近く、印西市平岡に馬込、小林に馬場、花作の字がある。
松尾芭蕉が、中野牧につづいて通過したことが道程から判る。
渡辺崋山は『四州眞景色紀行之部』に「印西牧即印旛沼の西也」と記した。
『旧事考』に、縦横1里、牡牝約150頭、捕駒の地は平塚、付図にテクラハラとある。『印旛郡誌』に、テクラ原とも呼ぶ、『日本地誌提要』に東西約28町45間、南北約17町47間とある。
享保の改革以降、約3分の2が新田になったとされる。『元禄国絵図』には、和泉、惣深、鹿黒、大森、松崎、宗甫、西小林の各新田が記されており、一部、早期に新田となった所が含まれていることが判る。
『印旛郡誌』の『船穂村誌』に「惣深は旧印西牧の内草深野と称し野馬入場にして二百歳の昔絶えて人家なし寛文年間の創始により開墾を徳川氏に請ふ延宝年間遂に一村落を成す」とあり、惣深新田が初期には印西牧であったことを示す。
1669（寛文9）年8月か1670年5月に新田開発の願いが出され、
1670（延宝4）年、終に一村落をなすという伝承も『船穂村誌』に記載されている。
現印西牧の原駅付近に多くの新田地名が残る。印旛沼近くの低地の新田は埋立てによるもので牧跡ではない。
東部では千葉ニュータウン中央駅東まで牧は縮小され、駅の北東、印西市大森字割野と字高堀に野馬土手遺跡、南、草深字天王脇に野馬土手遺跡、字新井（アライ）堀と松崎字漣に野馬土手発掘記録、字新（ニイ）堀、和泉字大木戸根の地名、泉字大木戸に野馬堀遺跡、武西字向新田に野馬堀の発掘記録があり、縮小後の牧の東縁を示す。
明治期に開墾された区域は十余一となった。
西部では北から、白井市平塚に馬場堤下、牛ヶ作、河原子に木戸場、隣接して錠場の字がある。
南、白井市鮮魚街道のバス停神々廻木戸付近の交差点の北に土手のが残る。南東方向にも谷津間を結ぶように現ゴルフ場を抜け、数条の土手が連なり牧南西の縁を形成していた。少し東、旧十余一村北の土手とさらに木刈の谷津に続く土手がほぼ牧の北縁に当る。木下街道沿い北西にも土手が残る。
旧平塚村の東隣、白井市十余一字捕込付（とりごめづき）に捕込場（とっこみば）遺跡がある。街道から北に続く道のすぐ東で、他の捕込同様、谷津頭の近くであるが、痕跡は全くない。道の西は字捕込附、東500メートルほどが印西市白幡字手倉山である。
捕馬を描いた『印西牧場真景之図』は、街道の位置から、大込に馬を追い込む様子を描いたものと推定されているが、見物人相手の店は、他の牧と異なり、出店ではなく街道近くに二軒の茶屋が描かれている。白井市によると、茶屋に因む二軒茶屋、桜に因む一本桜の小字があり、徳本上人供養塔も現存する。他に、白井市には、捕込の北の牧士の住宅等の資料がある。住宅の東方が字真木ノ内である。
関係は不明だが、牧の西、旧沼南町字大木戸近くに明治期まで土手があった。南、中野牧と谷津をはさんで隣接した所に馬洗井戸と字馬場または番場、東、「つ」形の手賀沼の内側に泉木戸、北東の鳥見神社近くに馬場の字が残る。馬洗井戸は柏市では牧と直接の関係はないとしている。
耕作放棄地から成る半自然状態の草原が多く、生物多様性や景観生態学の立場から研究されている。草深原は享保期の縮小前の印西牧の東端付近に当る。